# Essbesteck

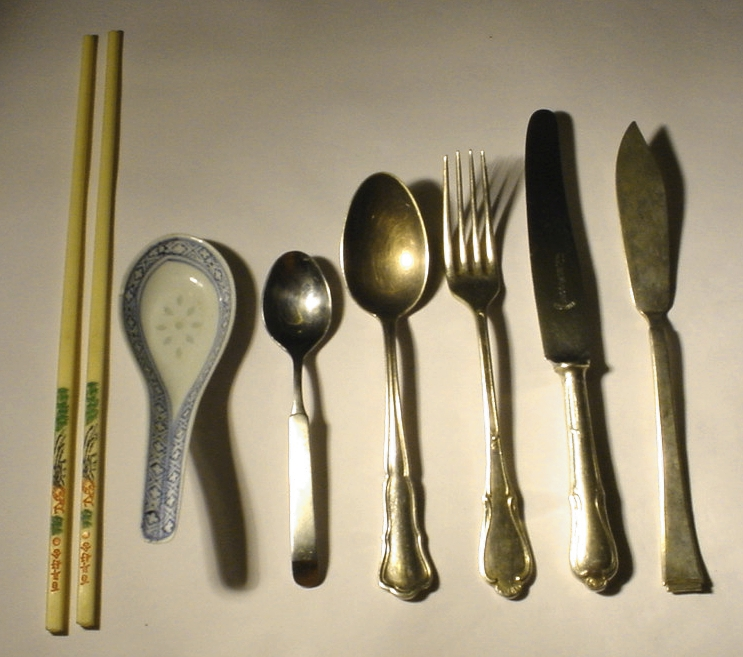
Stäbchen, Porzellanlöffel, Teelöffel, Esslöffel, Gabel, Messer, Fischmesser

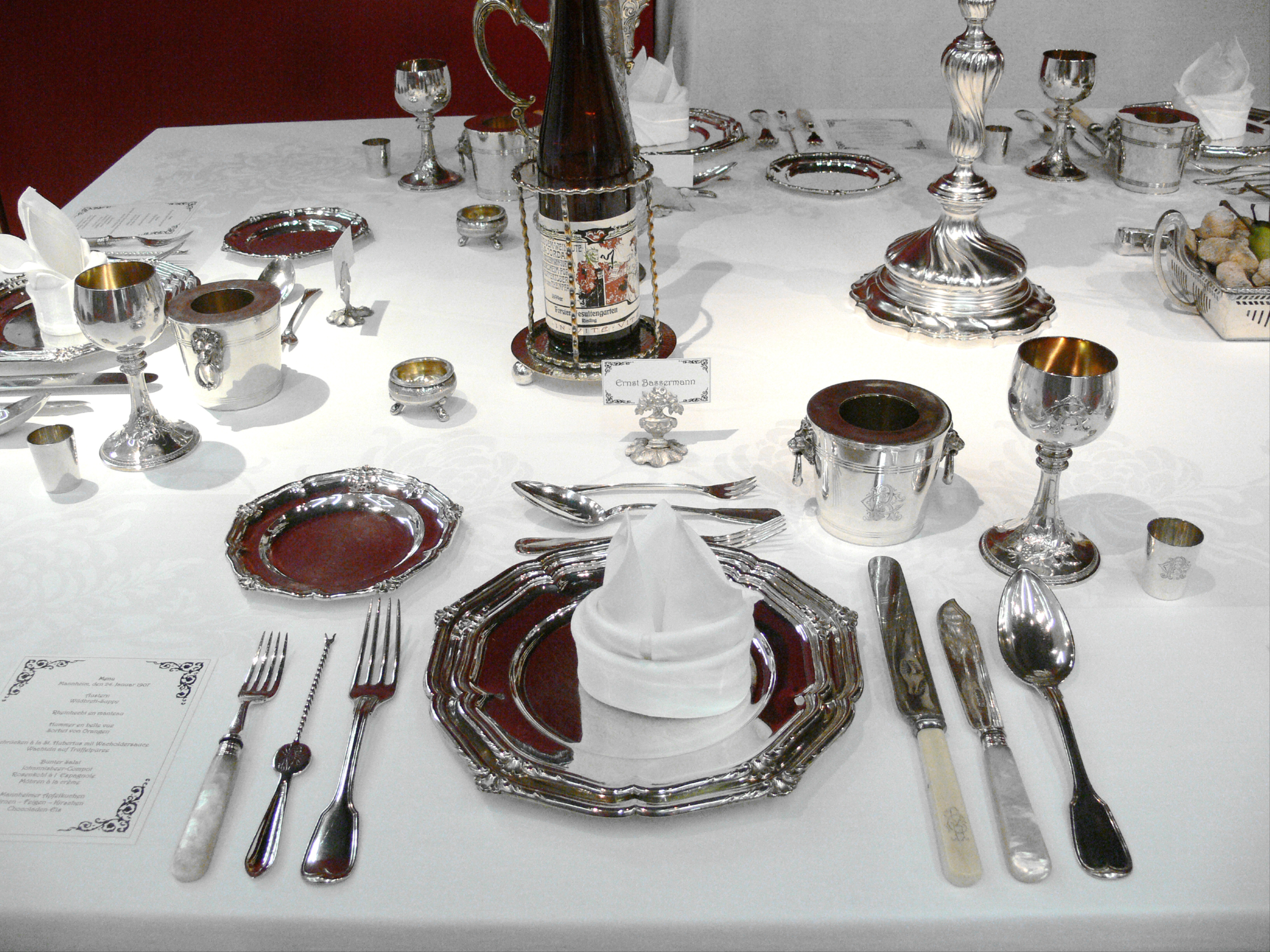
Gedeck einer großbürgerlichen Tafel (Deutschland, nach 1888)

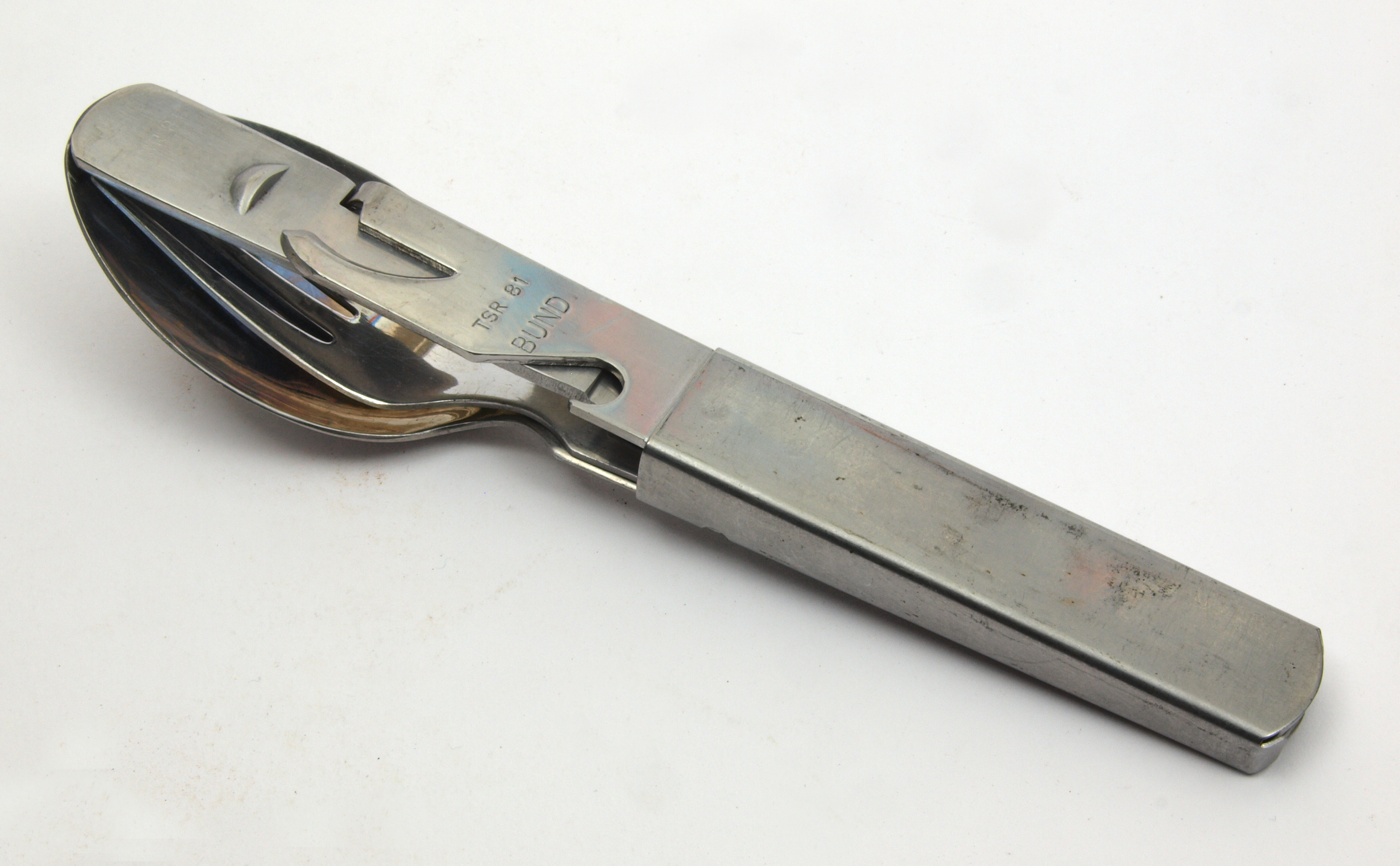
Feldbesteck der deutschen Bundeswehr aus den 1980er Jahren

Löffel im Wappen von Löffingen

Mit Essbesteck, Tafelbesteck oder kurz Besteck werden Werkzeuge bezeichnet, die zur Nahrungsaufnahme verwendet werden. Das heute im europäischen Kulturraum gebräuchliche Essbesteck besteht aus Messer, Gabel und Löffel.
Als Teil des Tischgedecks (französisch couvert) werden die einzelnen Besteckstücke nach festgelegten Regeln angeordnet. Ihre korrekte Benutzung bildet einen Bestandteil der Tischsitten. Dabei ist das Essen mit der Gabel eine vergleichsweise neue Sitte, die ihre Ursprünge im Italien des 17. Jahrhunderts hat, sich aber erst im bürgerlichen Europa des 19. Jahrhunderts endgültig durchsetzte.
In Ostasien sind Essstäbchen die vorherrschende Besteckform. Sie finden im Zuge der Globalisierung auch in der westlichen Welt vermehrt Verbreitung.
In den meisten Kulturen weltweit wird hingegen ganz oder teilweise auf Essbesteck verzichtet und mit den Fingern gegessen, meist nach strikten Regeln. Im islamischen Kulturbereich und bei Anhängern des Hinduismus darf nur die rechte Hand zur Nahrungsaufnahme verwendet werden, da mit der linken die Körperreinigung vorgenommen wird und diese daher als unrein gilt.
Das universellste Tafelgerät ist der Löffel, der sowohl in den Kulturen im Gebrauch ist, die Messer und Gabel oder Essstäbchen benutzen, als auch in einigen Regionen, in denen neben den Fingern der Löffel als einziges Besteck zur Verfügung steht.

## Besteckarten und ihre Geschichte

### Löffel

#### Geschichte, Löffel in Aussprüchen und im Aberglauben
Der Löffel (mittelhochdeutsch über leffel von althochdeutsch laffan, mittelhochdeutsch laffen: schlürfen, lecken) ist das urtümlichste der Werkzeuge, die als Esslöffel zum Essen, gelegentlich auch zum Trinken genutzt werden und wurden. Es ist schlicht der schöpfenden Hand nachgebildet. Ein Löffel besteht aus zwei Teilen, dem Stiel und der Laffe (Laffe bedeutet eigentlich die Lippe) oder auch Löffelschale, der Höhlung für die Flüssigkeit, die oft aus einem anderen Material und mit einer anderen Technik hergestellt wurde als der Stiel.
Geschichte
Löffel wurden bereits aus altsteinzeitlichen Fundstätten geborgen, aus Knochen oder Holz geschnitzt. Aus der Jungsteinzeit gibt es zahlreiche Funde von Löffeln aus gebranntem Ton z. B. aus Gegenden der Trichterbecher- und der Münchshöfener Kultur. Bei Ausgrabungen im alten Ägypten fanden Archäologen ebenfalls unzählige Löffel, die belegen, dass die Menschen vor tausenden von Jahren solche Geräte zum Essen oder zum Vorlegen von Speisen benutzten. Im alten Rom gab es zwei Arten von Löffeln, die größere ligula und das kleinere cochlear. Letzteres besaß einen nadelförmigen Stiel, der beim Verzehr von Schnecken und Muscheln auch eine Spießfunktion, die Funktion der heutigen Gabel, hatte.
Der Begriff Löffel tauchte erstmals in Dokumenten des 8. Jahrhunderts auf, damals hatte jeder Mensch seinen (großen) Löffel stets bei sich.
Vielerorts war der Löffel bis ins 19. Jahrhundert hinein neben dem Messer, das häufig nur zum Zerteilen benutzt wurde, das einzige Esswerkzeug und in der Regel aus Holz. 
Löffel in Redewendungen, Sagen und Geschichten (Auswahl)
- Aus der Tatsache, dass die Menschen ihren Löffel stets bei sich trugen, resultiert die Aussage „den Löffel abgeben“, wenn jemand gestorben ist.
- Der Spruch „jemanden über den Löffel balbieren“ heißt dagegen, ihn betrügen oder ihn übervorteilen. Das soll auf das 19. Jahrhundert zurückgehen, als die Barbiere (Balbiere, Friseure) männlichen Kunden mit eingefallenen Wangen einen Löffel gaben, den sie in den Mund nehmen mussten, damit die Haut beim Rasieren ordentlich straff und damit ein gutes Ergebnis zu erwarten war.
- Ein Aberglaube lautet, dass, wenn ein „silberner Löffel auf den Boden fällt“, ein Familienangehöriger sterben würde.
- Ein besonders krasses Beispiel, wie ein Edikt unter Friedrich Wilhelm I. umgesetzt wurde, das Hausdiebstähle mit der Todesstrafe belegte, ist die Sage um das Galgenhaus in Alt-Berlin (Brüderstraße 10). Hier wurde eine Dienstmagd des preußischen Ministers von Happe beschuldigt, einen silbernen Löffel gestohlen zu haben. Nachdem das Todesurteil sogar vor dem Haus in der Öffentlichkeit vollstreckt worden war, fand sich der Löffel im Stall, eine Elster hatte ihn dorthin verschleppt.
- Im Jahr 1996 verurteilte ein dänisches Gericht einen Politiker (Torben Nimb-Sörensen) zu einer Bewährungsstrafe, weil er nachweislich auf der königlichen Jacht Dannebrog drei Löffel aus dem Tafelsilber hat mitgehen lassen.[3]

Entwicklung, Materialien und Spezialisierung nach Anwendungsgebiet
In Deutschland entstand die Löffelmacherei als Zweig der metallverarbeitenden Industrie im 15. Jahrhundert in der Nähe von Eisenerzgewinnung und -verhüttung. Ihre Blütezeit hatte sie im 17. und 18. Jahrhundert. Ursprünglich wurden die Löffel roh aus einem Stück geschmiedet und dann mit der Feile bearbeitet, wobei ein Löffelmacher 30 bis 40 Stück pro Tag fertigen konnte. Im frühen 18. Jahrhundert konnten Löffel bereits aus Blech geschnitten und kalt verformt werden, wodurch sich die Herstellungsgeschwindigkeit verdoppelte. Schließlich wurden Platteneisen vorgeschmiedet, ein Arbeiter vollendete die Form und anschließend wurden die Löffel verzinnt und poliert. 
Das Besteck in der heutigen Form eines einheitlich gestalteten Bestecksatzes ist eine relativ späte Erscheinung; an der bürgerlichen Tafel hat es sich erst im 19. Jahrhundert durchgesetzt. Inventarmäßige Quellen des 18. Jahrhunderts zählen silberne Löffel und getrennt davon Paare von Messern und Gabeln auf. Die Laffe des Löffels war im 16. Jahrhundert noch rund, und den kurzen, stabförmigen Stiel umfasste man mit der ganzen Faust. Später wird der Stiel flacher und länger, die Laffe ovaler. Diese Entwicklung ist bei silbernen Löffeln früher zu beobachten als beim Zinnlöffel, der mit runden Laffen bis ins 19. Jahrhundert gefertigt wurde.
Kunsthandwerkliche Löffelmacher stellten gemeldete Löffel her, mit Verzierungen und Inschriften versehen, vorwiegend als wertvolles Geschenk und familiäres Erbstück. Bis in die Neuzeit hinein blieb er ein recht kostbarer Besitzgegenstand und wurde deshalb auch vererbt (wer also „den Löffel abgibt“, stirbt). In manchen Gegenden Europas ist heute noch der Brauch üblich, dass der Taufpate einem Kind seinen ersten silbernen Löffel schenkt.
Für den Verzehr von Kaviar, gekochtem Ei und anderen schwefelreichen Lebensmitteln wurden Löffel vergoldet oder Löffel aus Horn, Bein oder Perlmutt verwendet, die sich nicht auf den Geschmack auswirken können und sich nicht – wie häufig bei Verwendung von Silberlöffeln beobachtet – durch den Schwefel verfärben. Ebenso sind Salzlöffel entweder nicht aus Silber oder mindestens die Laffe ist vergoldet. Bei Löffeln aus Edelstahl tritt das Problem der Verfärbung nicht auf.
Vor allem in Asien sind Löffel aus Keramik oder Porzellan weit verbreitet. Diese sind meist unten abgeflacht, was sich ursprünglich von selbst aus dem Brennvorgang ergab.
Die historischen Löffelritter führten einen Löffel als Wappenzeichen.

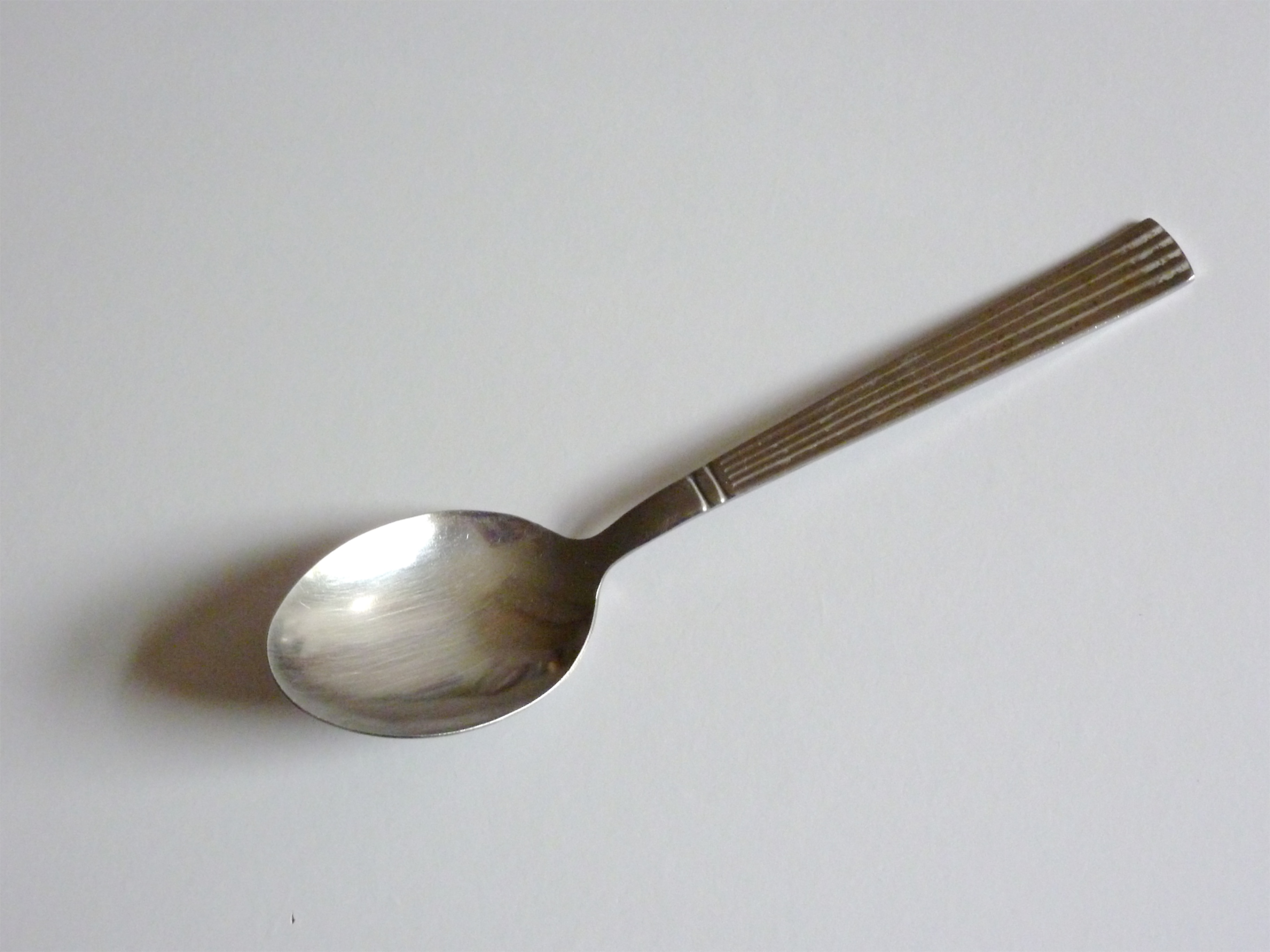
Esslöffel
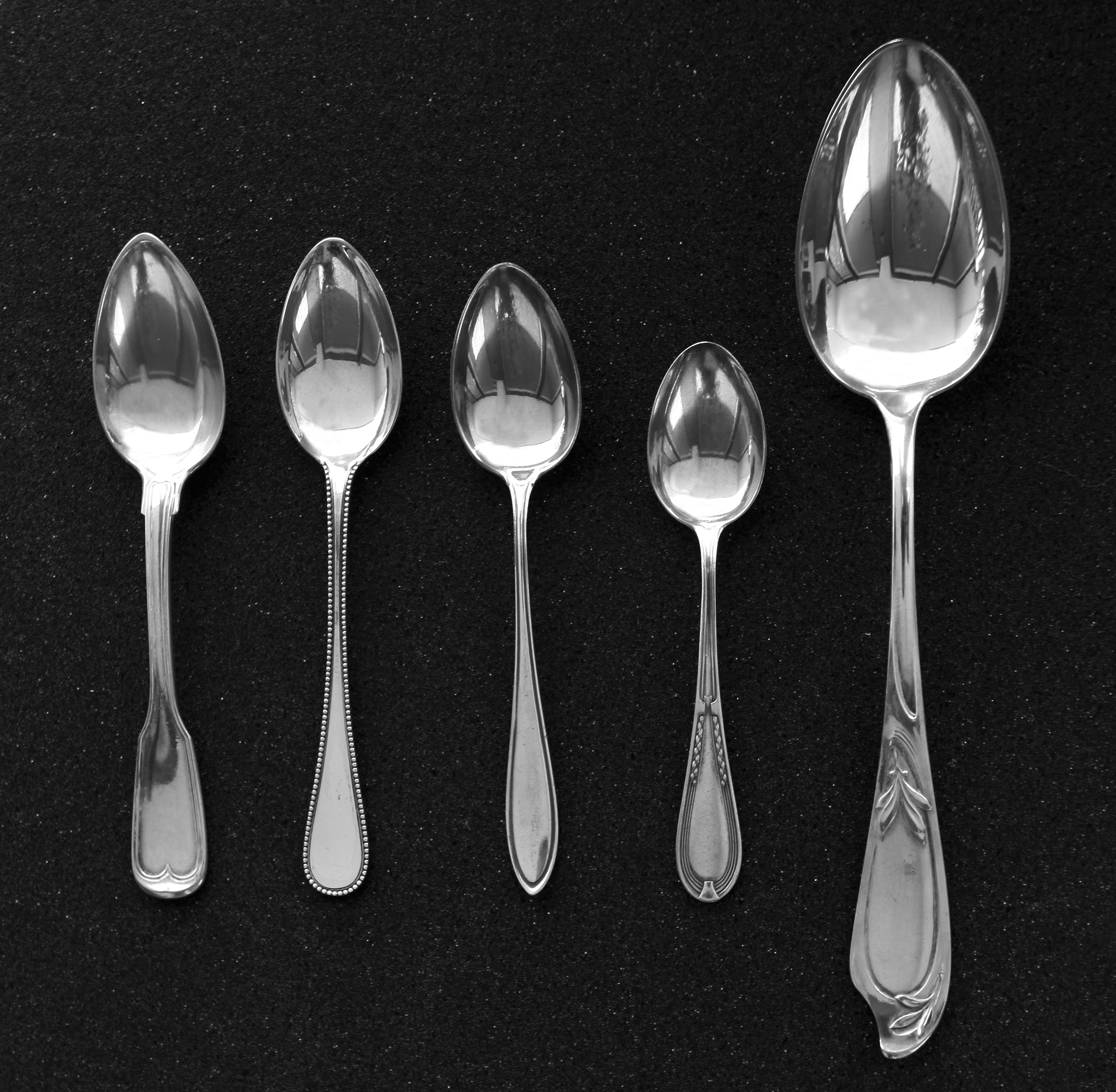
Form und Ornamentik älterer Löffel
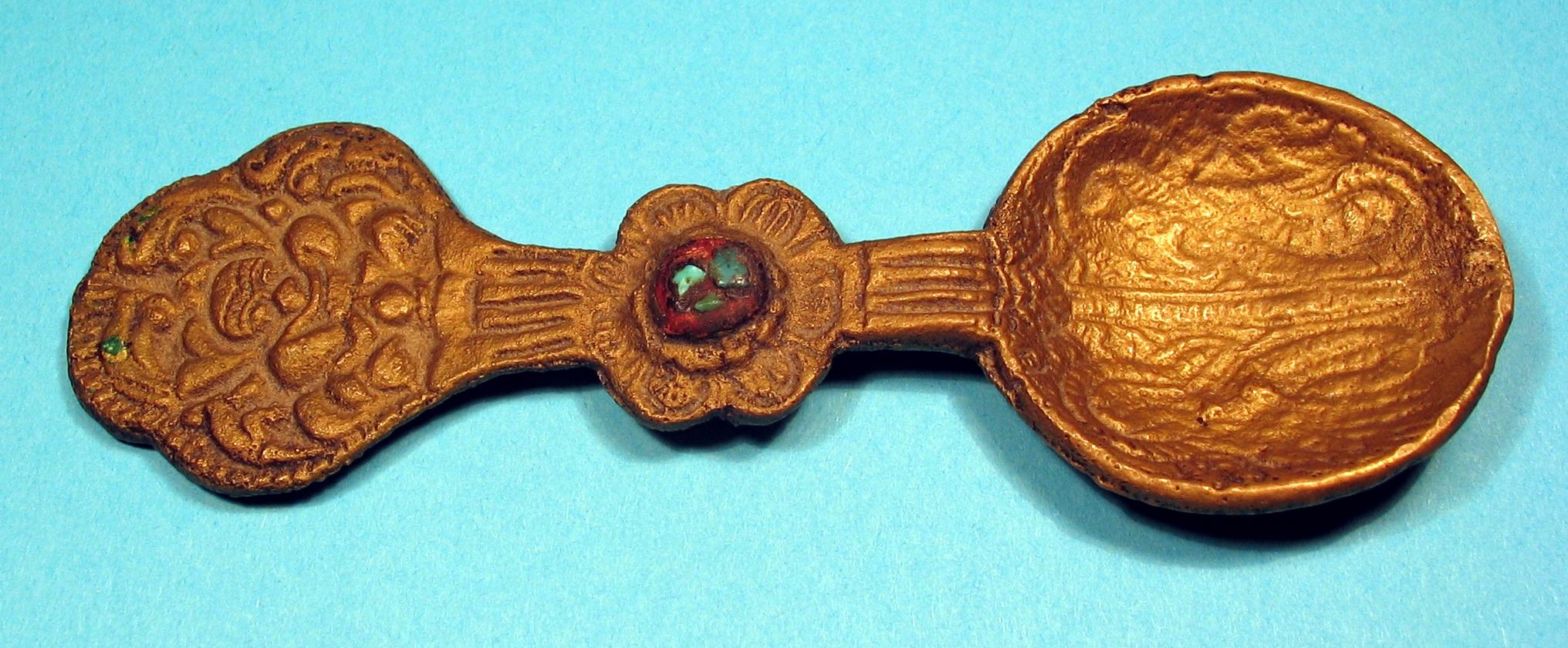
Tibetischer Löffel
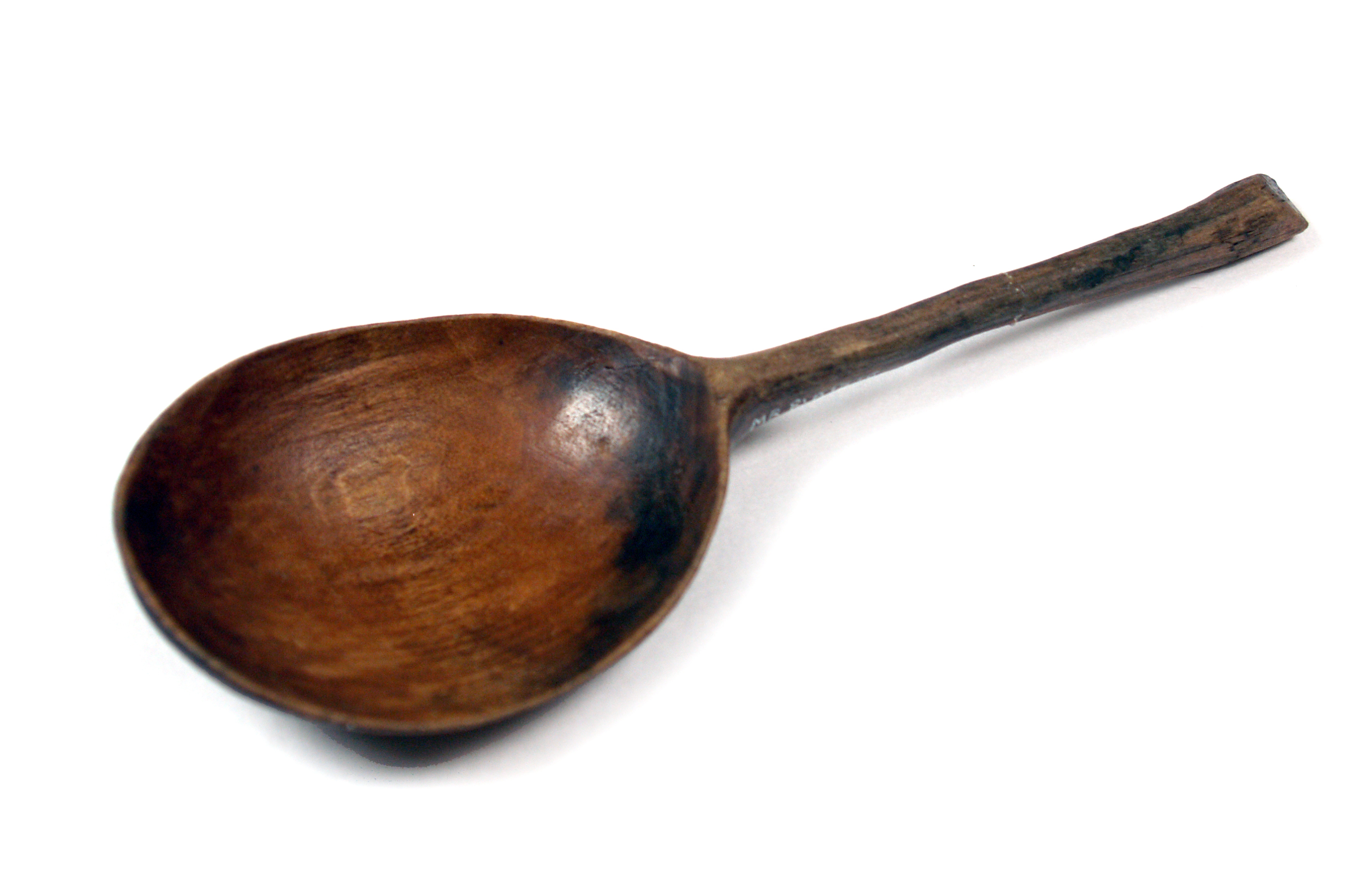
Hölzerner Esslöffel (16. Jahrhundert)
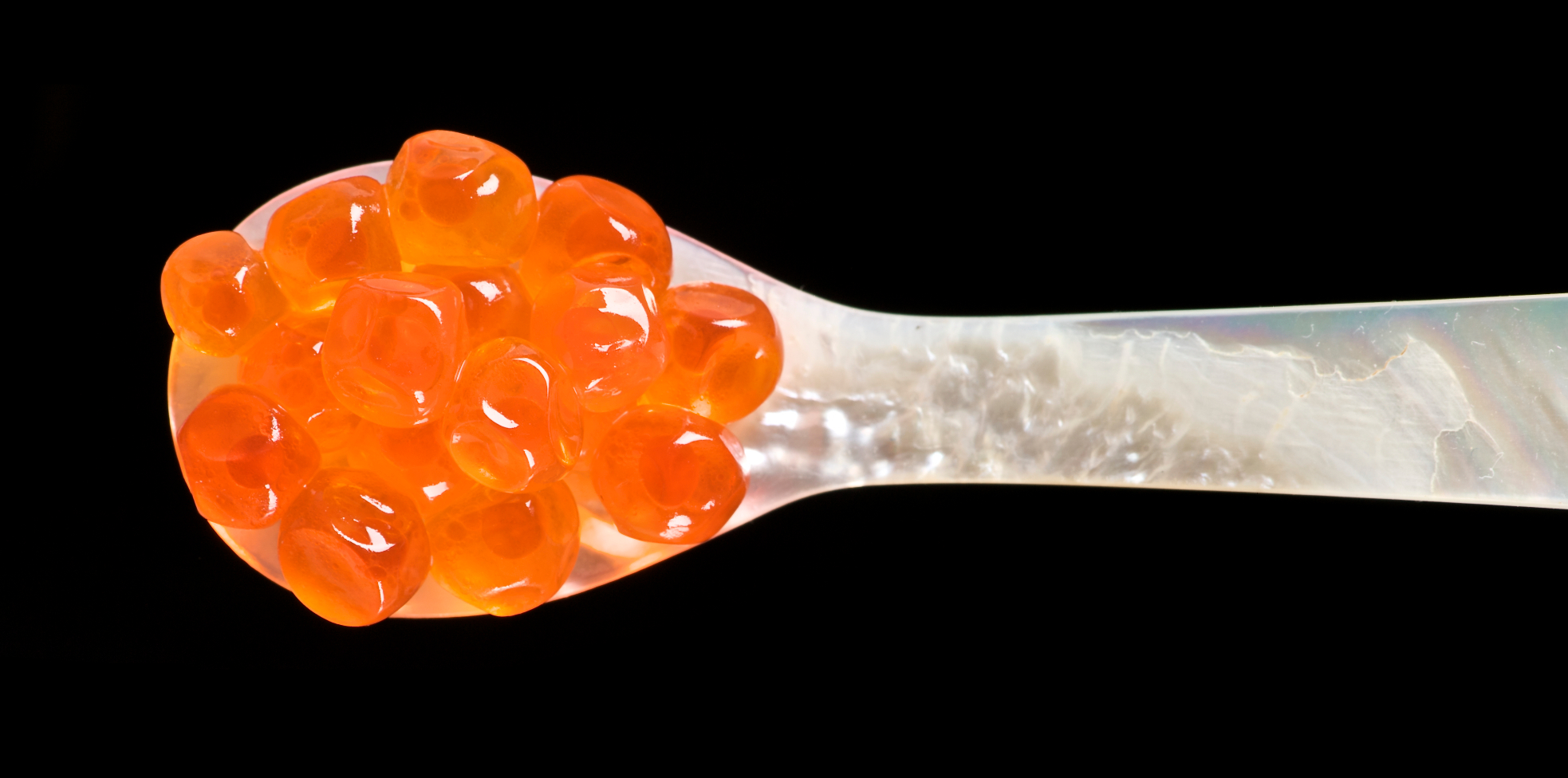
Kaviarlöffel aus Perlmutt

#### Liste der Löffel-Arten
- Apostellöffel (meist silberner oder versilberter Löffel, an dessen Stielende sich eine Apostelfigur o. ä. befindet)
- Barlöffel (langstieliger Löffel zur Zubereitung von Mixgetränken)
- Butterlöffel (vorne gezackt profilierte Randkante zum schabenden Erzeugen einer gerillten Butterlocke auch von relativ fester, kalter Butter)
- Cocktaillöffel, auch Limonadenlöffel (langstieliger Löffel zum Umrühren von Mixgetränken und Auslöffeln von kleinen Obststücken etc. bei hohen, schlanken Gläsern, der vorwiegend bei Cocktails genutzt wird)
- Dessertlöffel, auch Kompottlöffel (kleiner Esslöffel)
- Eierlöffel (aus Horn oder Bein oder vergoldet, da Silber rasch mit schwarzem Sulfid anlaufen würde; tropfenförmigere Laffe)
- Eislöffel (mit fast geradliniger Vorderkante, um beim Essen damit schmelzendes Speiseeis abzuschaben)
- Joghurtlöffel (mit einem besonders langen Stiel; entspricht etwa dem Cocktaillöffel)
- Espresso-/Mokkalöffel (noch etwas zierlicher als der Kaffee- oder Teelöffel)
- Gemüselöffel (Vorlegebesteck)
- Gläschenlöffel (Löffel mit schmaler Laffe und langem Stiel; Teil eines Babybestecks)
- Gourmetlöffel (zum Auslöffeln der Sauce am Ende der Mahlzeit; ein Löffel mit flacher, unsymmetrischer Laffe)
- Grapefruitlöffel (Löffel mit kleinen Sägezähnen zum Essen halbierter Grapefruits)
- Honiglöffel, auch Honigheber oder Honigaufnehmer (ohne Laffe; meist aus gedrechseltem Holz, teils auch in Spiralform aus Metall oder Kunststoff)
- Kaffeelöffel (kleinerer Teelöffel)
- Kartoffellöffel (Vorlegebesteck)
- Kaviarlöffel (ebenso wie der Eierlöffel vergoldet oder aus Horn, früher aus Schildpatt)
- Kiwilöffel (kurz, scharfe Zacken an einer Seite der Laffe zum Halbieren der Kiwi)
- Marmeladenlöffel (mit Randhalter zum Einhängen im Glas)
- Münzlöffel (meist silberner oder versilberter Löffel, dessen Laffe ganz aus oder mit einer gegebenenfalls verformten Münze gebildet wird. Im 18. und 19. Jahrhundert als Mokka-, Zucker-, Gewürz- oder Souvenirlöffel hergestellt)
- Probierlöffel (in der Gastronomie)
- Querlöffel (Löffel mit quer stehender Laffe zum Füttern eines Babys)
- Sahnelöffel (mit runderer Laffe und kleiner als der Suppenlöffel)
- Salatlöffel (aus dem zweiteiligen Salatbesteck)
- Salz-, Pfeffer- und Gewürzlöffel
- Saucenlöffel (besonders tiefe Tropfenform; zum Vorlegen von Saucen, neben der heute bekannteren Kelle)
- Spaghettilöffel (gelocht und mit vom Rand hochstehenden, gerundeten Zinken, die sich gut mit den Spaghetti verhaken)
- Suppenlöffel (großer Esslöffel)
- Suppentassenlöffel oder Bouillonlöffel (runde flache Laffe für die Suppentasse)
- Teelöffel
- Thunfischlöffel, auch Thunschaufel oder Fischkonservenlöffel (mittelgroßer Löffel mit geschlitzter oder gelochter Laffe, zum Entnehmen von in Öl oder Wasser bzw. Salzlake eingelegten Dosenfisch oder Meeresfrüchten)
- Zuckerlöffel (schaufelförmig, mit flacher Vorderkante, oft als Muschel gearbeitet)

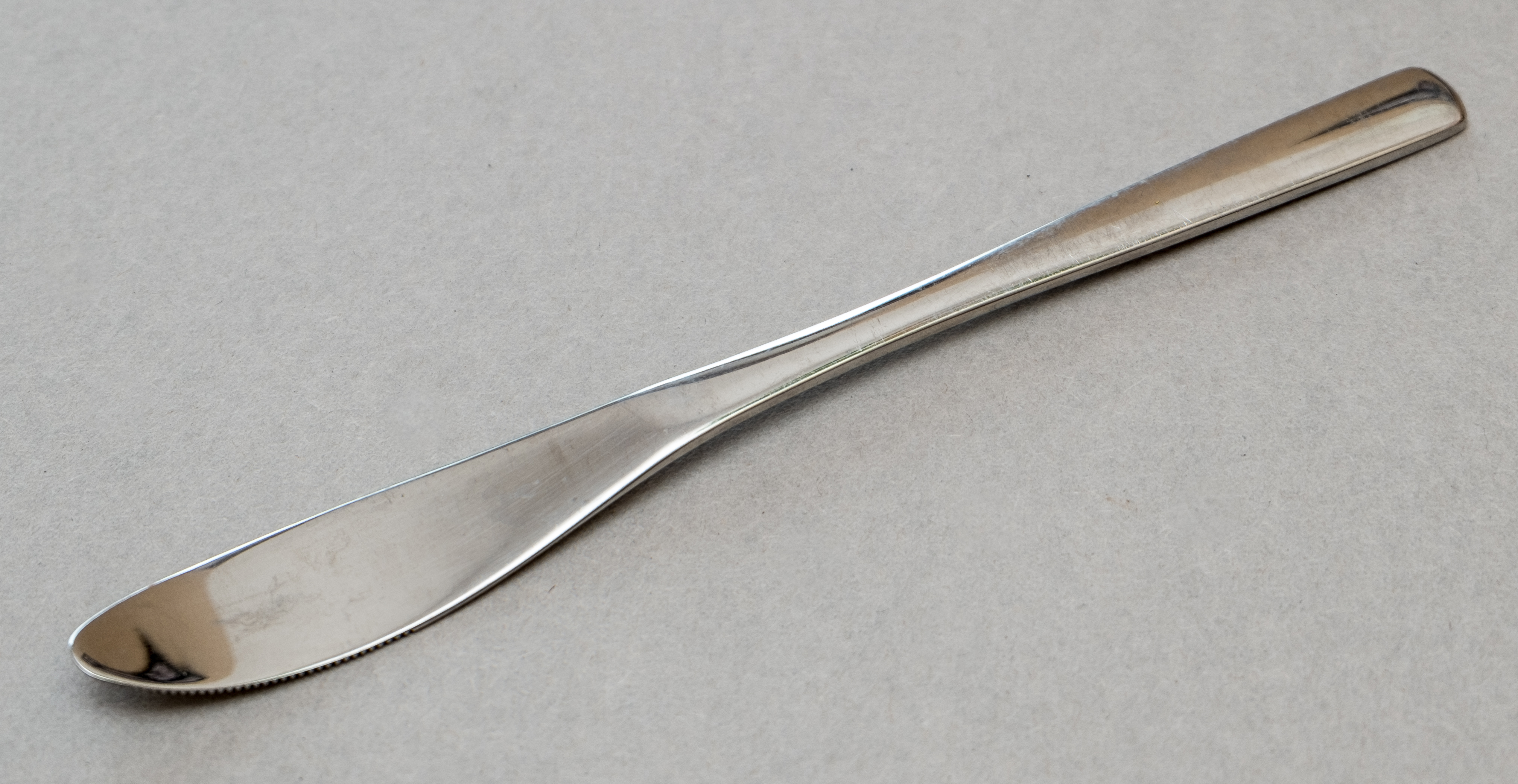
Grapefruitlöffel/-messer mit spezieller Spitze
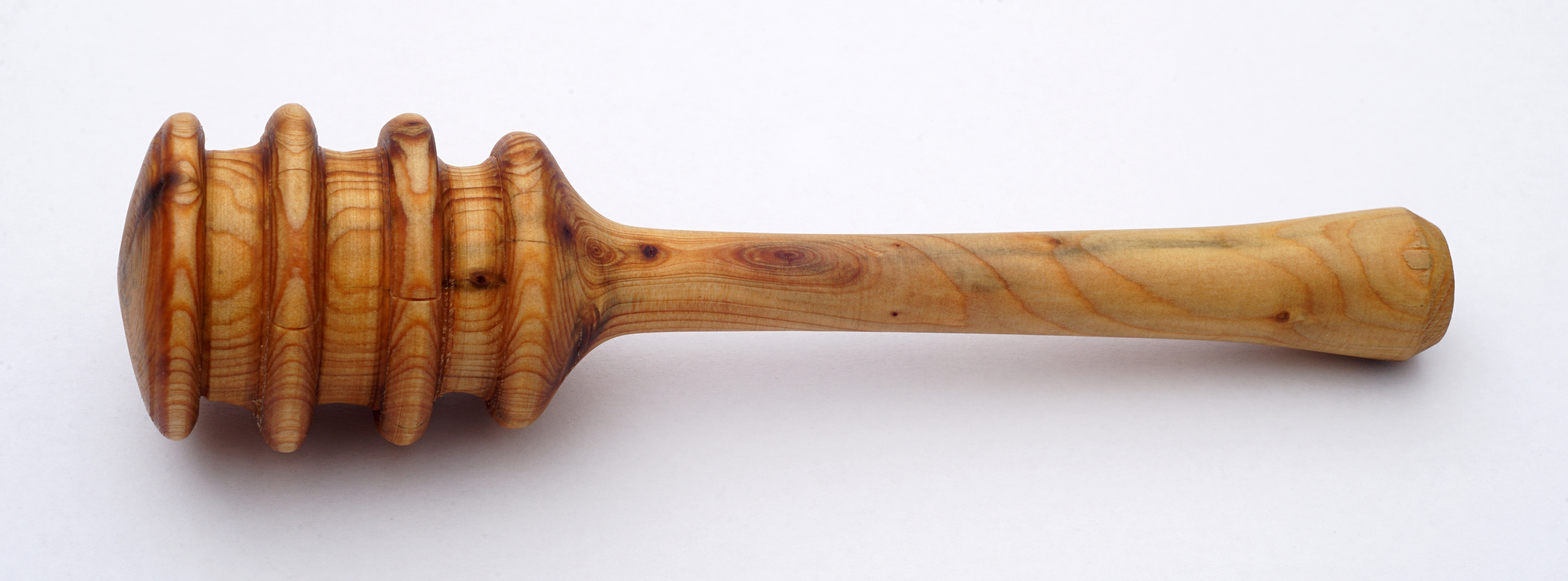
Moderner Honiglöffel („Honigheber“)
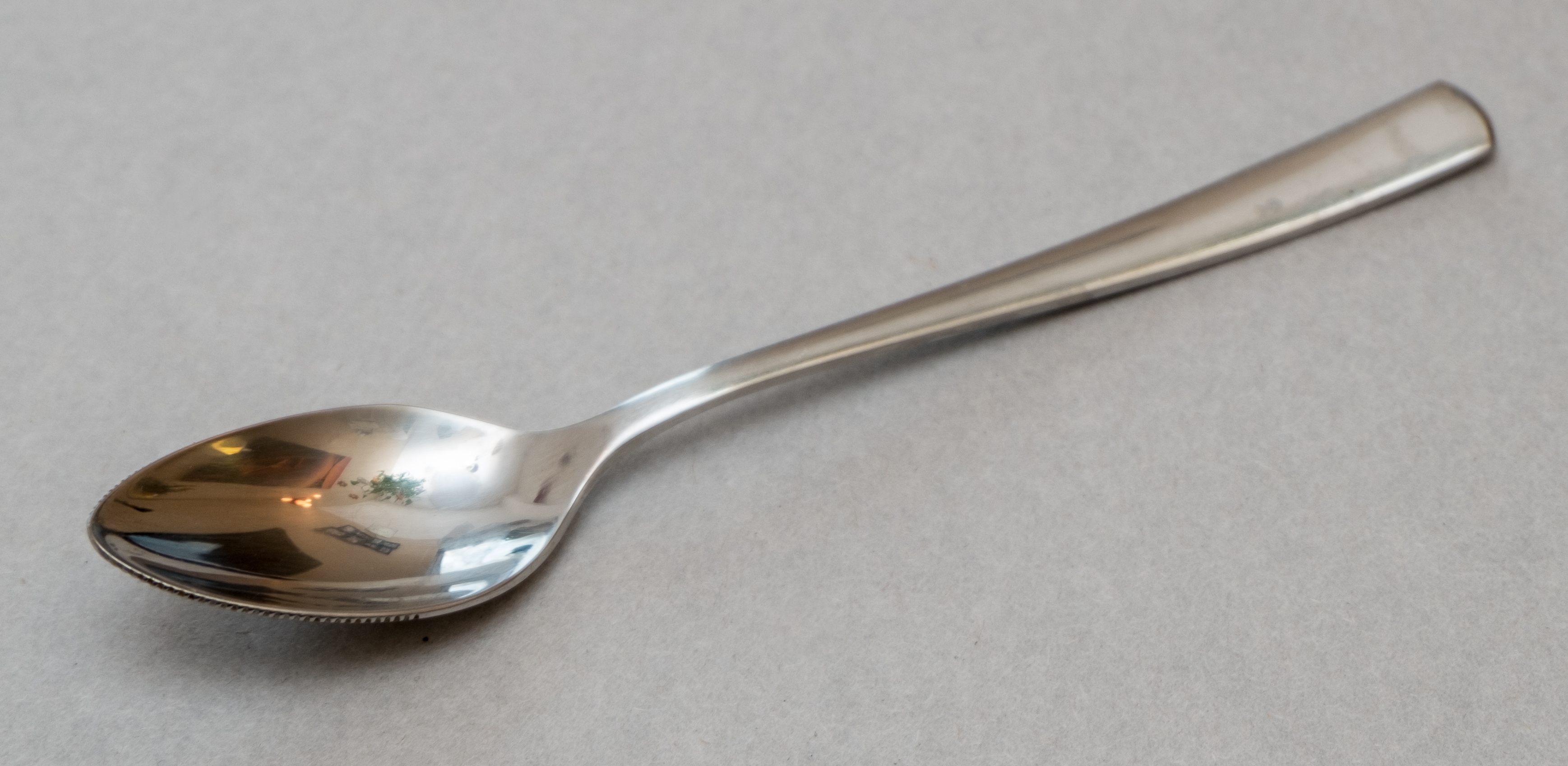
Kiwilöffel mit Zacken an der Spitze
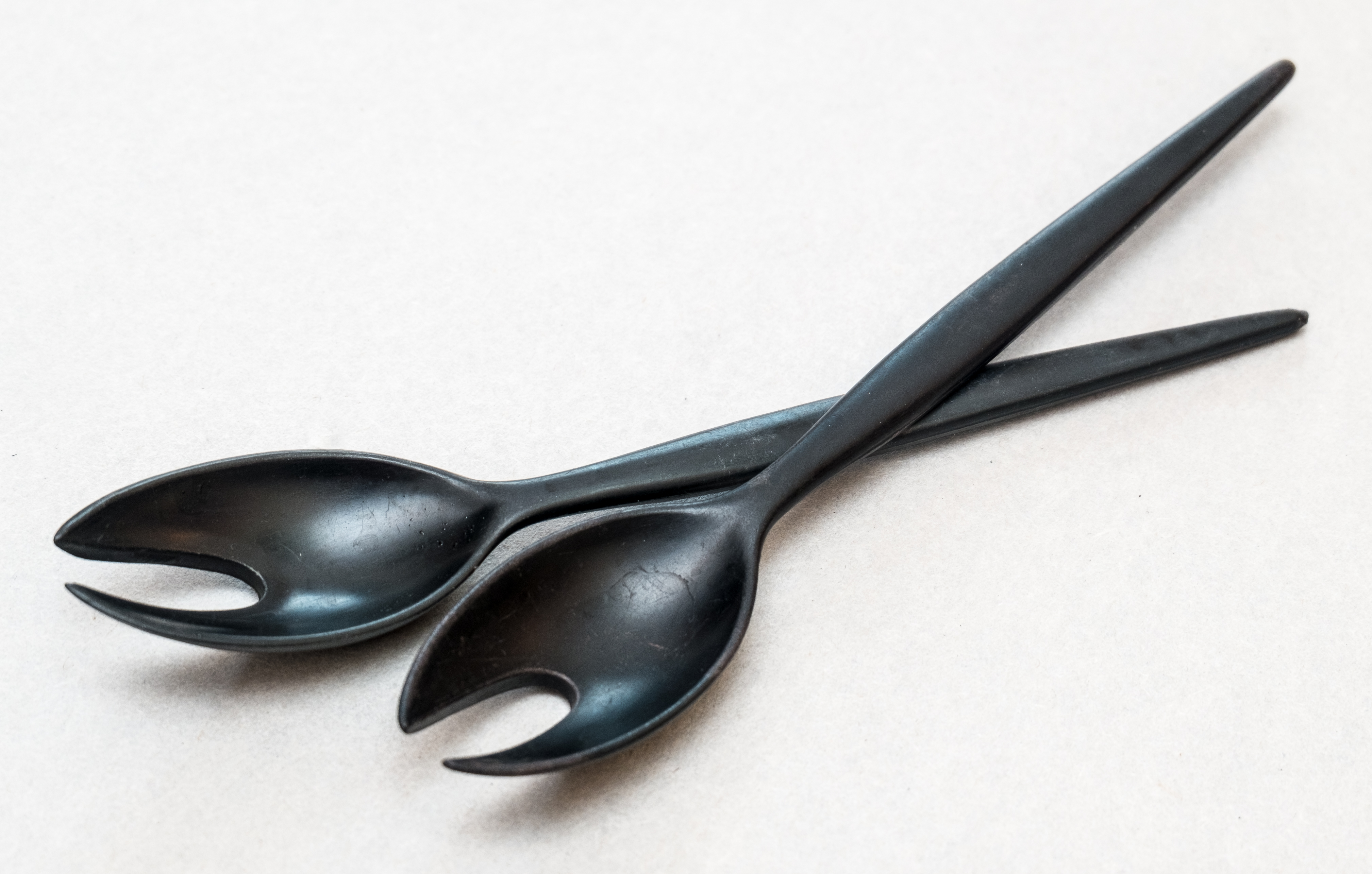
Salatlöffel
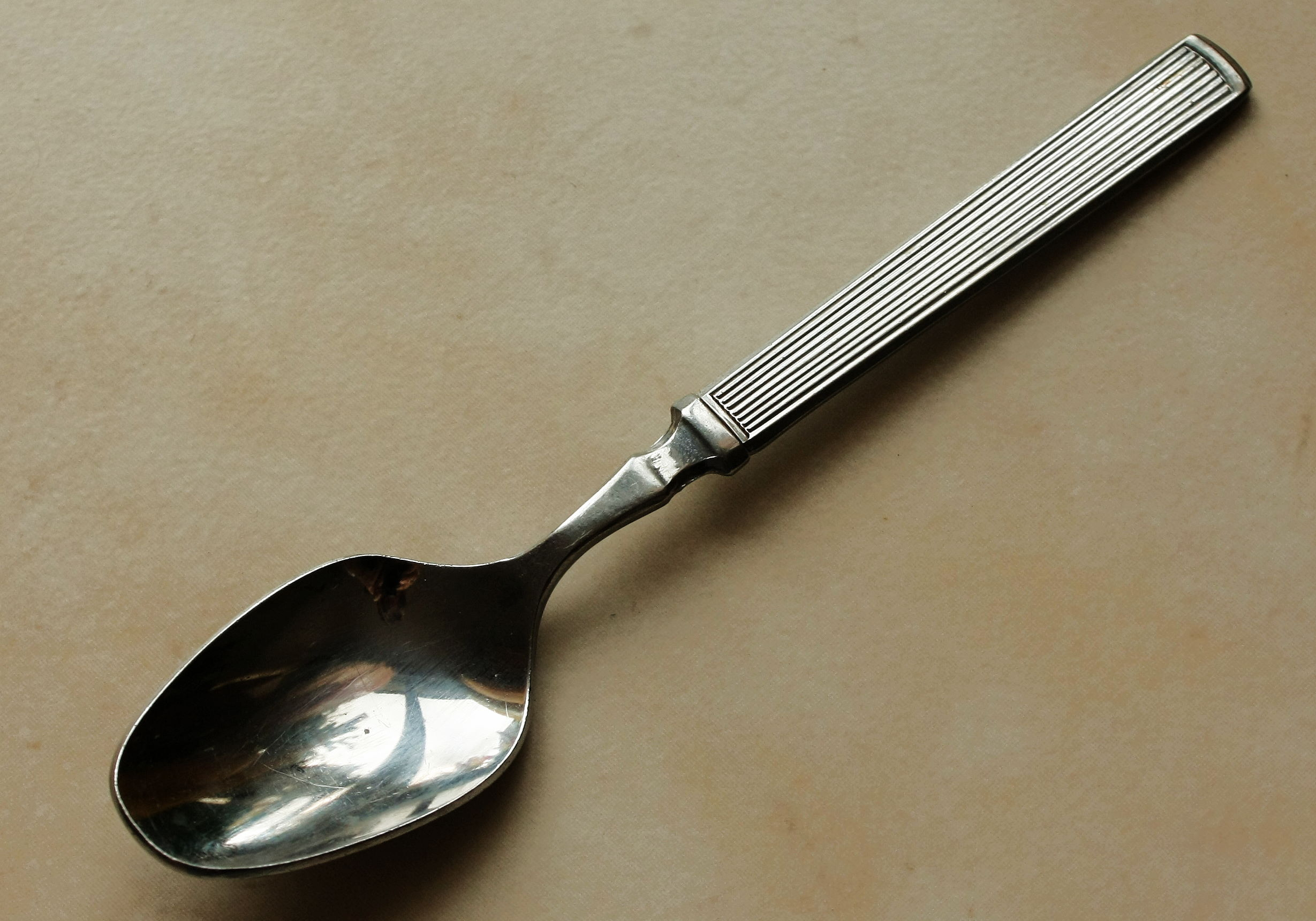
Moderner Teelöffel

### Messer

#### Überblick

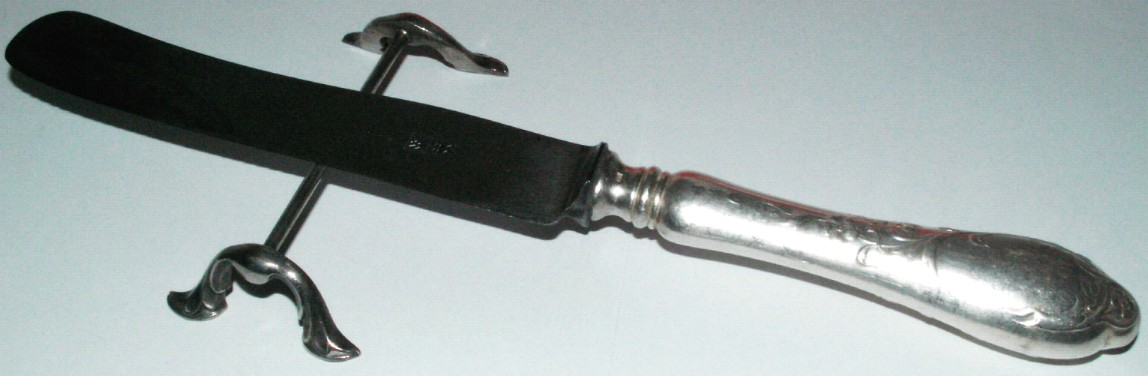
Messerbank mit Messer

Das Messer – anfangs aus scharfkantigen Steinen – ist wohl ebenso alt wie der Löffel, allerdings weniger als Esswerkzeug, sondern zum Erlegen von Wild und zum vorherigen Zerkleinern in mundgerechte Portionen, die dann mit den Fingern gegessen wurden. Das Messer war wie der Löffel ein persönlicher Gegenstand; man trug beide zusammen in einem Lederfutteral, dem Besteck, am Gürtel. Im antiken Rom kam das Messer schon ab etwa 90 v. Chr. als Essgerät bei Tisch in Mode. Die beiden wesentlichen Bestandteile eines Messers sind eine Klinge mit scharfer Schneide und ein die Hand schützender Griff.
Insgesamt werden von deutschen Klingenfabrikanten im 21. Jahrhundert etwa 2000 verschiedene Klingenformen für den Weltmarkt hergestellt. Die heutige Form der Dessertmesser und Tafelmesser zeigt eine Tendenz zur Zivilisierung: Das vordere Ende der Schneide (die Spitze) ist abgerundet und die Schneide selbst kann mit einer kleinen Zahnung (Säge oder Welle) ausgeführt sein. Auch sind verschiedene spezielle Messer wie Steakmesser für gebratenes Fleisch in Verwendung, die meist etwas schärfer als die üblichen Besteckmesser sind. Für Fisch gibt es eigene Messer, ohne Zahnung und mit stumpfer Schneide. Beim vorschriftsmäßigen Auflegen des Bestecks bei Tisch zeigt die Schneide immer zum Teller und nie vom Teller weg. Auch nach dem Essen zeigt die Schneide zum Esser und nie zum Gegenüber – früher wurde das als feindlicher Akt ausgelegt.

#### Liste der Messer-Arten
- Tafelmesser (größtes Essmesser)
- Menümesser (Zwischengröße; seit dem Zweiten Weltkrieg üblich geworden)
- Dessertmesser (kleineres Essmesser)
- Das Steakmesser ist ein Besteckmesser mit schmaler, leicht nach oben gebogener und besonders scharfer, meist 12 cm langer Klinge, gelegentlich auch mit Säge- oder Wellenschliff. Damit wird das zarte Steakfleisch beim Zerkleinern bei Tisch nicht gerissen, sondern geschnitten. Das Steakmesser ist heute eines der wenigen Gedeckmesser mit einer spitzen Klinge.
- Obstmesser (viel kleiner als Dessertmesser)
- Speiseschieber (Messer-Ersatz in einem Babybesteck)
- Tranchiermesser (viel größer als ein Tafelmesser, aus dem zweiteiligen Fleischvorlegebesteck)
- Tortenmesser (zum Schneiden und Servieren)
- Ein Butterstreicher oder kleines Brotmesser besitzt eine Klinge, die optimal für das Zerteilen und Streichen von Butter gestaltet ist. Die Stahlklinge ist breit, stabil, nicht zu lang und schlank zugeschliffen. Sie kann bei besseren Ausführungen leicht nach oben geschwungen sein. Die Schneide ist glatt, ohne Sägeschliff und nur mäßig scharf. Die Spitze ist abgerundet und kann bei hochwertigen Modellen etwas verbreitert sein. Der Griff kann aus verschiedenen Materialien wie Holz, Metall oder Kunststoffen, mit oder ohne Verzierung, bestehen; bei historischen Messern wurden auch natürliche Werkstoffe wie Perlmutt oder Elfenbein verwendet. Er ist lang und kräftig ausgeführt und gestattet so eine sichere Führung mit der ganzen Hand. Griff und Klinge sind in der Regel fest miteinander verbunden. In Abgrenzung dazu ist ein Buttermesser ein Vorlegebesteck.
- Ein Fischmesser ist ein Messer mit einer breiten Klinge ohne Schneide/Wate. Die stumpfe Klinge ermöglicht das Zerteilen eines Fisches, ohne Gräten zu zerschneiden, die Breite ermöglicht mit der breiten Fischgabel ein besseres Anheben des Fischfilets. Alternativ kann der Gourmetlöffel als Fischmesser fungieren. Bei Nichtvorhandensein von Fischbesteck wurden früher zwei Gabeln eingedeckt.[6] Siehe auch Abschnitt Fischbesteck.

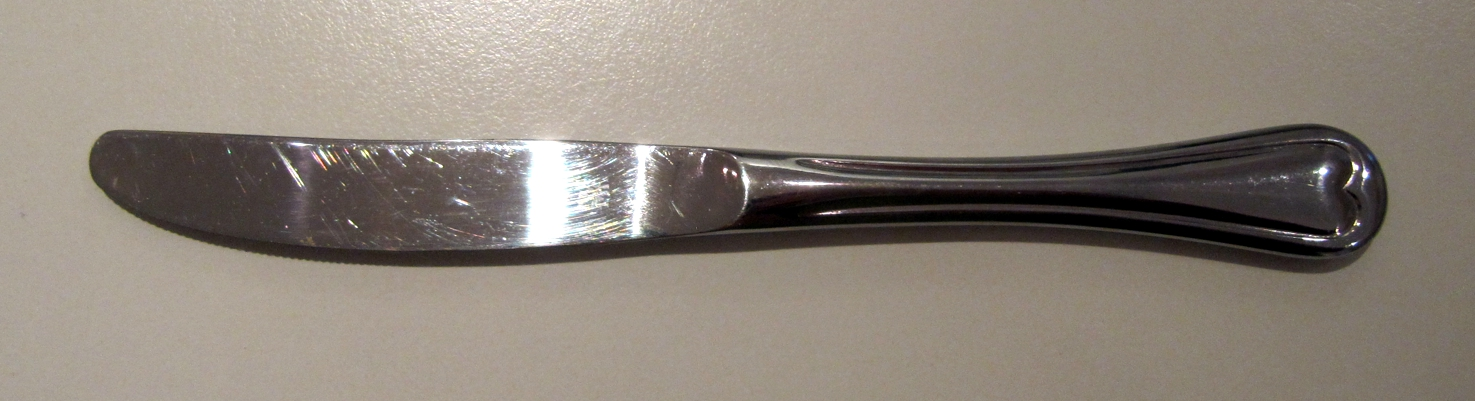
Modernes Buttermesser aus Metall
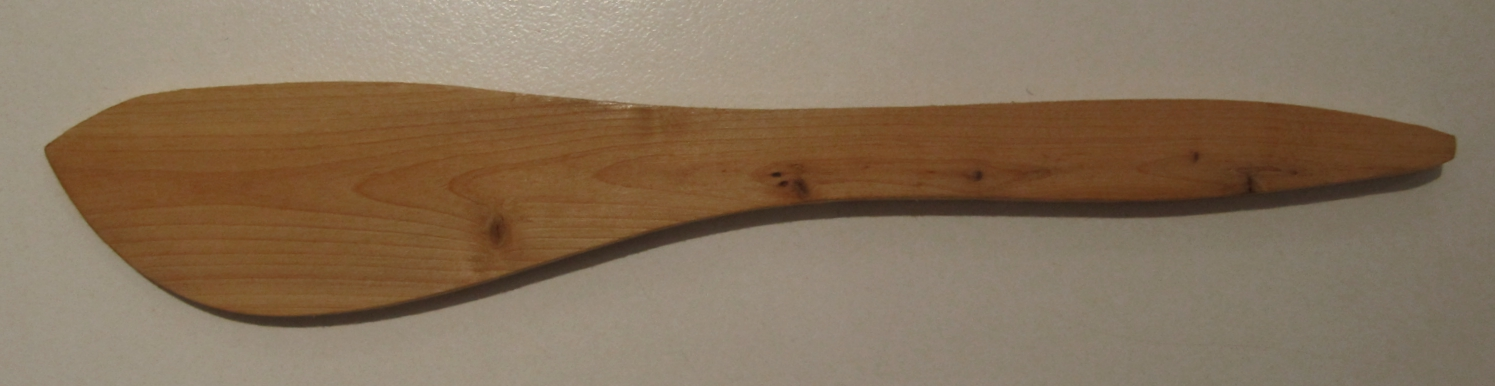
Skandinavisches Buttermesser (smörkniv) aus Holz
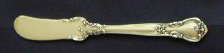
Butterstreicher
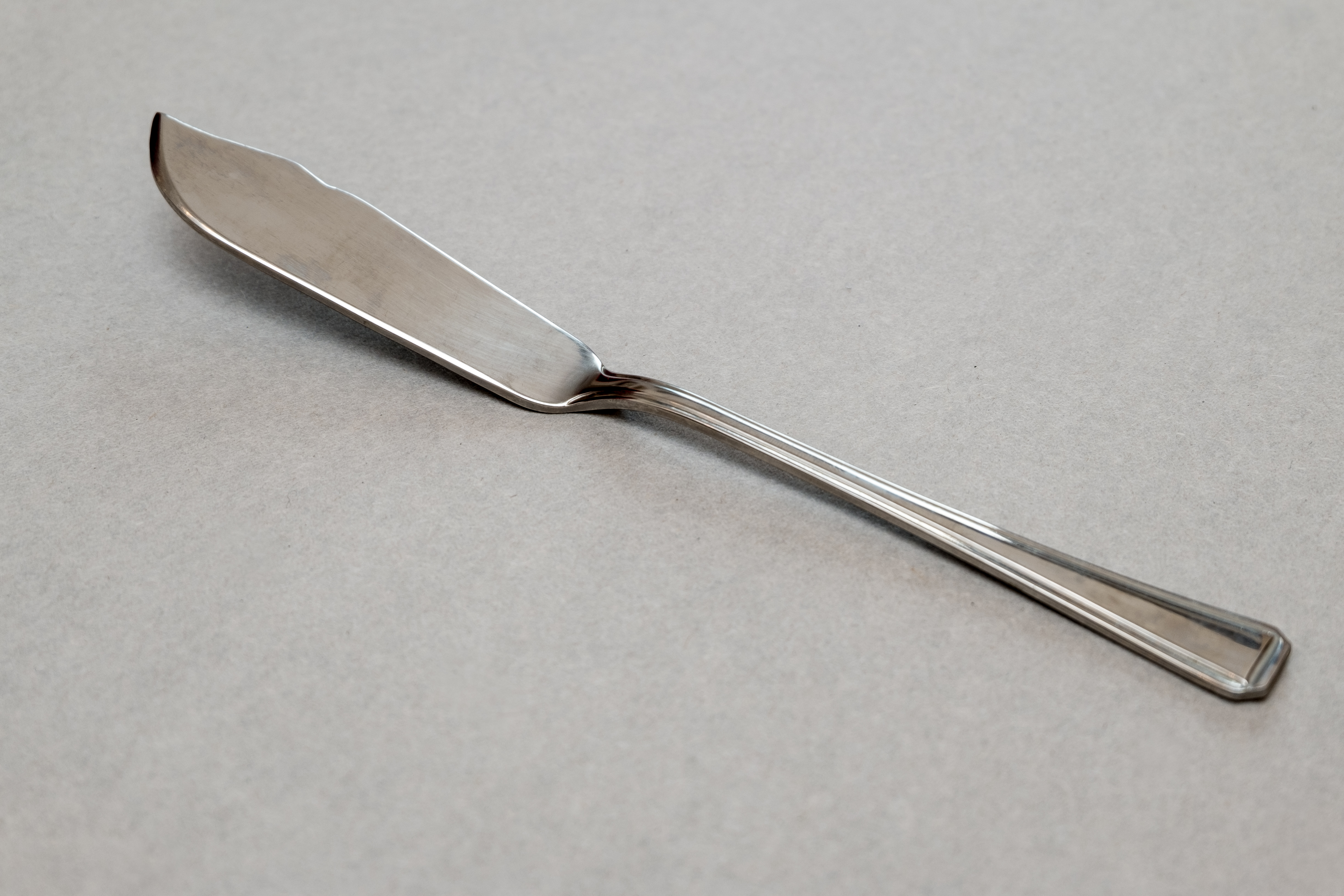
Fischmesser

### Gabel

#### Beschreibung, Geschichte
Eine Gabel besteht aus drei Teilen, dem Griff oder Stiel, an dem die Gabel angefasst wird, den Zinken und dem dazwischen liegenden Schiff, das Stiel und Zinken verbindet. Schiff und Zinken zusammen werden Kelle genannt.
Kleine zwei-, drei- oder vierzinkige Gabeln sind in Europa schon aus römischer Zeit, etwa aus einem Schatzfund in Vienne, bekannt. Von Byzanz aus gelangten sie wohl durch Heirat zwischen Fürstenhäusern in das Italien der Spätrenaissance.
In der Bibel (1. Sam. 2, 13) wird erwähnt, wie Priester bei der Opferhandlung gegen die Vorschriften verstießen und mit einer Gabel mit drei Zinken Opferfleisch aus dem Kessel holten. Tranchiergabeln-ähnliche Gabeln benutzten Quellen zufolge die Römer zur Zeit der Antike zum Aufspießen von Fleisch. Essstäbchen und fünfzinkige Gabeln dienten nur zum Vorlegen; überwiegend aß man mit den Händen. Von Byzanz, dem ehemaligen Oströmischen Reich, gelangte die Gabel im Frühmittelalter zu den Normannen, die intensive Handelsbeziehungen mit den Byzantinern unterhielten. Das beweisen Funde von zwei- und dreizinkigen Fleischgabeln aus Haithabu und Birka. Dabei waren große Gabeln der Wikinger eher Küchenwerkzeuge; zudem waren sie anders konstruiert, denn sie hatten seitliche Zinken. Der erste Bericht über Gabeln in Mitteleuropa stammt aus dem 11. Jahrhundert vom Hof des Dogen Orseolo II. in Venedig. Der Kirchenlehrer Petrus Damiani berichtete, dass eine Prinzessin aus Byzanz sie eingeführt habe. Er verurteilte diese neue Mode als „sündhafte Verweichlichung“.
Kleine zweizinkige Gabeln benutzte der italienische Adel im Mittelalter zunächst, um sich beim Essen von Obst nicht die Hände zu beschmutzen. Um die Mitte des 14. Jahrhunderts nennt das Haushaltsinventar des Königs von Frankreich zwölf Gabeln, zur selben Zeit besaß Herzog Karl von Savoyen nur eine einzige Gabel. Belegt ist, dass noch König Matthias Corvinus im 15. Jahrhundert mit den Fingern aß, ebenso Anna von Österreich und ihr Sohn Ludwig XIV. von Frankreich. Hier setzte sich die Gabel beim Adel später durch als in Italien. In einem Inventar des Klosters Michelsberg bei Bamberg aus dem Jahr 1486 wurde eine Gabel zum Aufheben von Fisch und Fleisch aufgeführt. Dies dürfte die früheste Nachricht im deutschen Sprachraum von einer Gabel im modernen Sinne sein. Zwei kleine silberne Gabeln, die Anton Tucher 1508 erwarb, dienten hingegen dazu, beim Genuss von Konfekt und Bratbirnen sich nicht die Finger zu beschmutzen. Abgebildet wurde eine solche zweizinkige Gabel mit Horngriff bereits 1460 auf dem Tafelbild Bote des bayrischen Herzogs beim Bischof Ulrich vom Meister der Ulrichslegende.
Um 1600 berichtete ein Chronist von einem Mahl in Frankreich: „Während ich einen saftigen Braten verzehrte, bemerkte ich vier Herren, die nicht ein einziges Mal das Fleisch mit den Fingern berührten. Sie führten Gabeln zum Mund und beugten sich tief über ihre Teller. Da ich keine Erfahrung besaß, wagte ich nicht, es ihnen nachzutun, und aß nur mit meinem Messer.“
Im Mittelalter fand die dreizinkige Gabel lange Zeit keinen Eingang in die allgemeine Esskultur, was mit der kirchlichen Diffamierung der zweizinkigen Gabel als Folterinstrument des Teufels in Verbindung gebracht wurde. Allerdings könnte diese Darstellung als Erfindung gelten, da es keine zeitgenössischen Quellen gibt, die dies bestätigen würden. Zudem galt sie allgemein als weibisch und geziert. Luther sagte 1518: „Gott behüte mich vor Gäbelchen.“ Erasmus von Rotterdam präzisierte wenig später: „Was gereicht wird, hat man mit drei Fingern oder mit Brotstücken zu nehmen.“ Hildegard von Bingen verbot in ihren Klöstern den Gebrauch von Gabeln als dekadent. In italienischen Tischregeln vom Anfang des 17. Jahrhunderts heißt es: „Unsere Mitglieder mögen von ihrem Tisch Gabeln und Löffel verbannen. Hat uns die Natur nicht fünf Finger an jeder Hand geschenkt? Warum wollen wir sie mit jenen dummen Instrumenten beleidigen, die eher dazu geschaffen sind, Heu aufzuladen als das Essen?“ Gleichwohl war immer eine große zweizinkige Bratenwendergabel im Gebrauch.
Vierzinkige Gabeln gab es seit dem 17. Jahrhundert in Frankreich. Zunächst nur in Italien, kam die Gabel im 16. Jahrhundert zunehmend als Essbesteck in Mode. Mitte des 17. Jahrhunderts kritisiert Johann Michael Moscherosch in seiner Satire Wunderliche und wahrhaftige Geschichten Philanders von Sittewald die neue „Mode“ ebenfalls: „Diese Torheit, Salat mit der Gabel zu essen, haben die Vorfahren auch von den Welschen gelernt. […] Ich esse wie ein redlicher bayrischer Schwab, wozu solln mir denn sonst die Finger? Wie kann mir der Salat wohlschmecken, wenn ich ihn nicht mit den Fingern ess?“ (Moscherosch)
In den Klöstern war die Benutzung von Gabeln lange Zeit ausdrücklich untersagt.

„Die Gabel als Teil des persönlichen Essbestecks setzte sich in Deutschland erst gegen Ende des 17. Jahrhunderts in breiten Schichten durch. Im höfischen Bereich ist sie etwas früher als Vorlegegabel für Fleisch und vereinzelt als Konfekt- oder Käsegabel nachzuweisen.“

Die durchgängig gleichzeitige Benutzung von Messer und Gabel beim Essen setzte sich erst relativ spät als Norm durch. „So wurde die Arbeitsteilung der Hände, bei der die linke Hand nicht nur unmittelbar beim Schneiden fester Speisen, sondern während des ganzen Ganges die Gabel hält, in großen Teilen der mitteleuropäischen Oberschichten erst im Laufe des 19. Jahrhunderts als allgemeinverbindlich durchgesetzt.“
Das Essen mit Besteck, das nicht mehr am Gürtel getragen wurde, sondern neben den Tellern bereit lag, verbreitete sich mit Hilfe der durch die Industrialisierung ermöglichten Massenproduktion der Besteckteile Ende des 19. Jahrhunderts auch in den unteren sozialen Schichten.

#### Liste der Gabel-Arten
- Tafelgabel (größte Essgabel)
- Mittelgabel (Zwischengröße, seit dem Zweiten Weltkrieg bis heute)
- Dessertgabel (kleinere Essgabel, manchmal auch mit drei Zinken)
- Kuchengabel (viel kleinere Dessertgabel, eine linke Zinke zum Drücken ist meist breiter und stabiler)
- Konfektgabel (viel kleiner als Dessertgabel, oft nur mit drei Zinken)
- Obstgabel (spitz und dreizinkig, aus dem zweiteiligen Obstbesteck)
- Salatgabel (aus dem zweiteiligen Salatbesteck)
- Tranchiergabel (viel größer als eine Tafelgabel, aus dem zweiteiligen Fleischvorlegebesteck)
- Fischgabel (etwas kürzeres und breiteres Vorderteil, vier Zinken, manchmal zusätzliche Aussparung im Vorderteil)
- Pellkartoffelgabel (zum verdrehsicheren Halten der heißen Knolle beim Schälen. Ursprünglich gedrechselter Holzgriff, kurzstielig und dreizinkig, die drei 3 bis 4 cm langen Zinken aus spitz zugeschliffenem Runddraht mit kaum mehr als 1 mm Durchmesser verlaufen parallel entlang den Kanten eines gleichseitigen Prismas mit etwa 2 bis 2,5 cm Seitenabstand, knicken dann zur Mittelachse hin ab und laufen mittig, vermutlich innen verdrillt in das Holzheft)
- Austerngabel (zum Lösen des Austernfleisches von der Schalenunterseite und zum Essen der Auster)
- Hummergabel (sehr lang und schmal, zum Herausholen des Fleisches aus den Scheren und Beinen)
- Krebsgabel (zweizinkig und spitz, zum Festhalten der Krebse)
- Sardinenheber (auch Sardinengabel[19])
- Diverse Vorlegegabeln (meist zweizinkig, darunter auch eine Art mit „Ladegut-Abstreifer“)
- Pommesgabel (klein, zwei- oder dreizinkig, aus Holz oder Kunststoff, zum einmaligen Gebrauch gedacht)

Einweggabeln aus Polystyrol an Imbissständen können, in sehr fettreiche Wurst- oder Fleischstücke gestochen, die frisch vom Grill kommen, etwas erweichen und sich ein wenig verbiegen. Leichtes Besteck für Reise und Camping ist zumeist aus hitzebeständigerem und glatterem Melaminharz. Seit etwa 2010 ist hölzernes Einwegbesteck, formgepresst aus dünnem Holz, am Markt. Es soll vor allem den sogenannten Plastikmüll vermeiden helfen. – Nobel, schwer und antibakteriell ist Besteck aus Silber oder mit Silberüberzug, das durch Schwefelwasserstoff langsam braunschwarz anläuft. Gebräuchlich in Haushalten ist rostfreies und nickelfreies, deshalb etwas ferromagnetisches Besteck aus Chromstahl. Zu Kriegsende und auch als leichte Militärausrüstung gab es Besteck aus Aluguss oder -blech, das jedoch später wegen des Verdachts der Schädlichkeit von Aluminium eingezogen wurde. In älteren Zeiten gab es auch eisernes Besteck, insbesondere Messer und Gabeln, die nicht rostfrei waren, weshalb sie sorgfältig trocken gehalten werden mussten und eher nicht mit sauren Lebensmitteln in Berührung kommen sollten. Eigene „Messertücher“, die natürlich vom Rostabwischen braun wurden, zeugen davon.

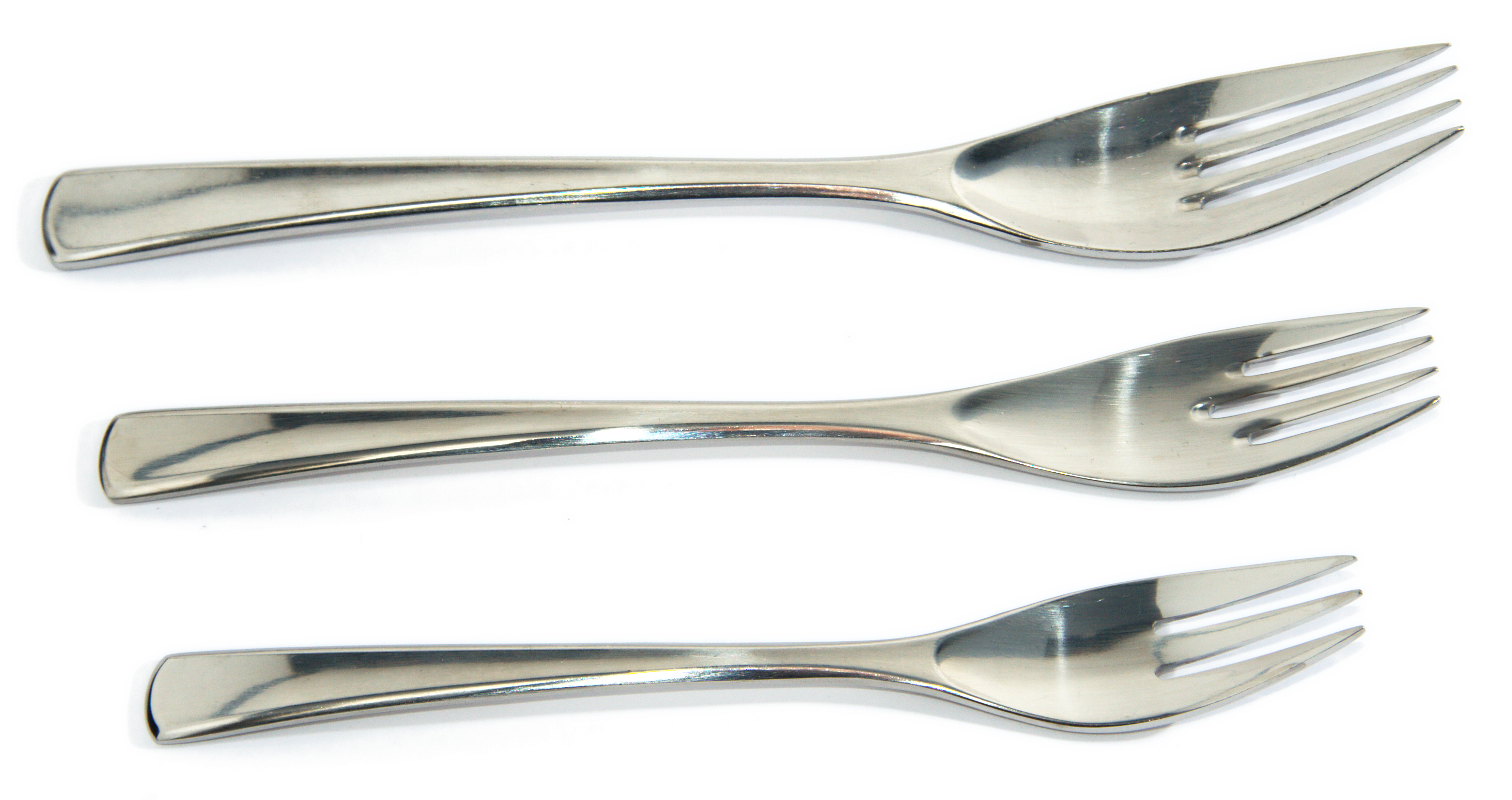
Tafelgabel, Fischgabel, Dessertgabel
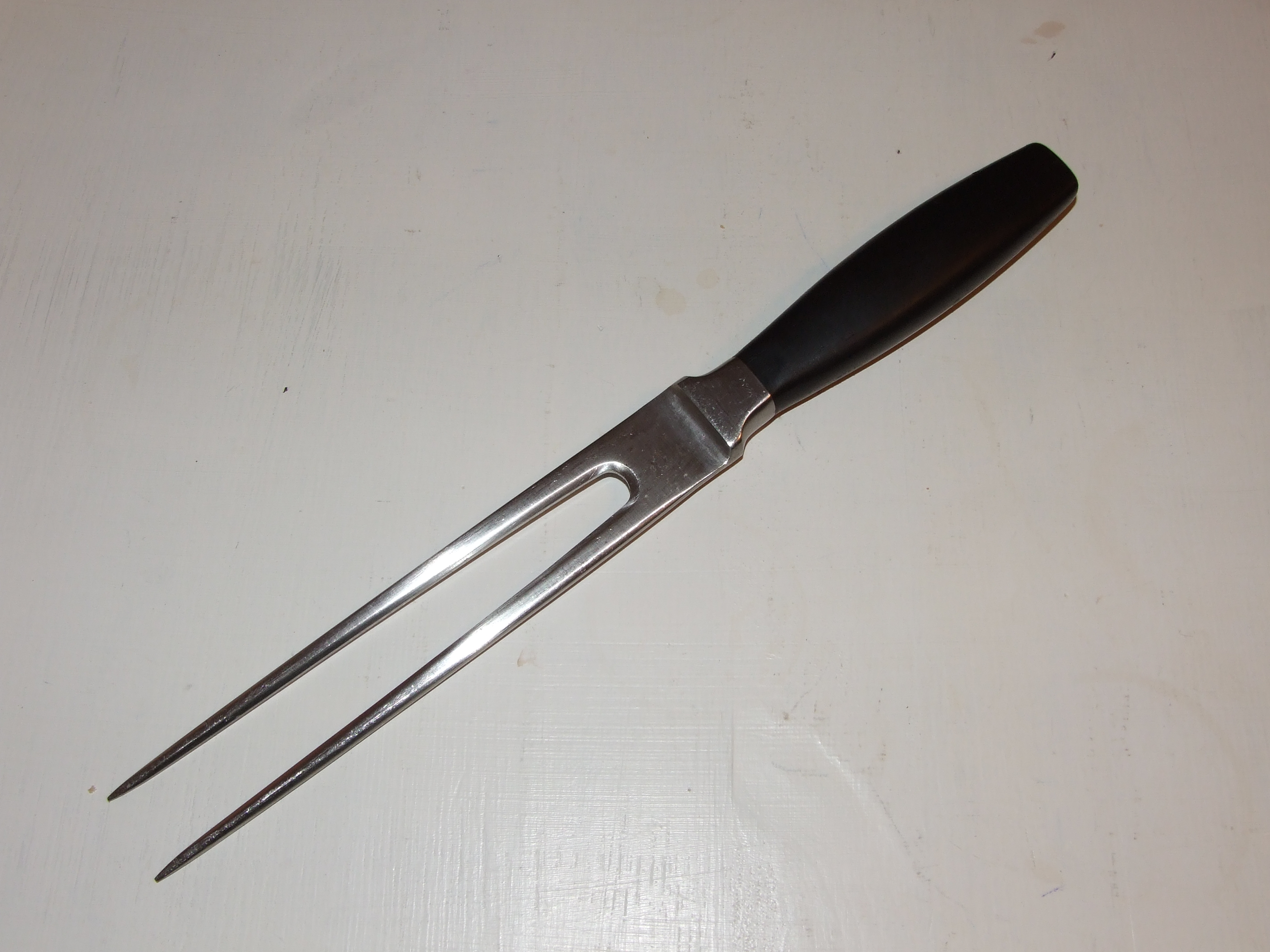
Tranchiergabel
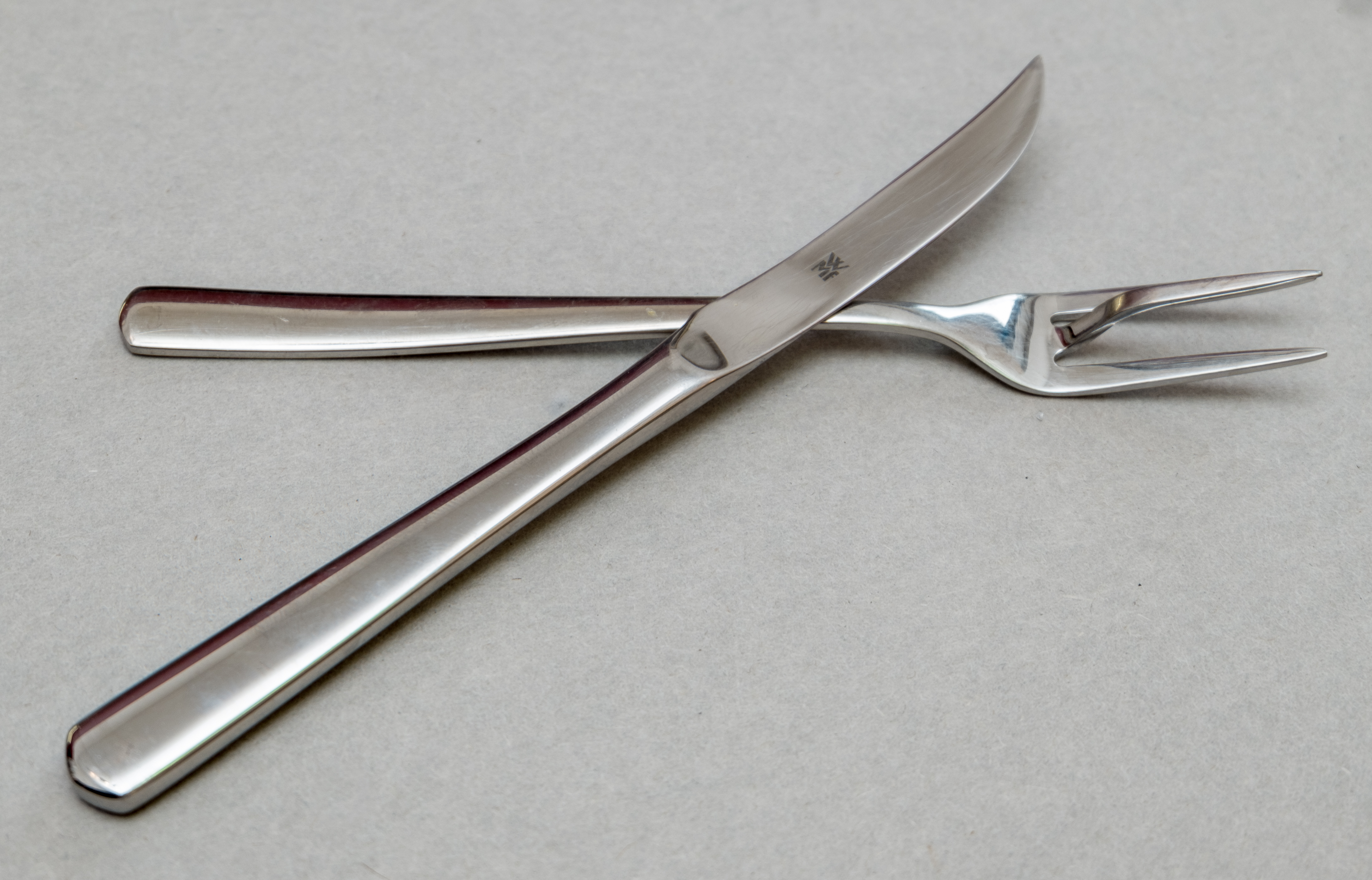
Pellkartoffelgabel und -messer
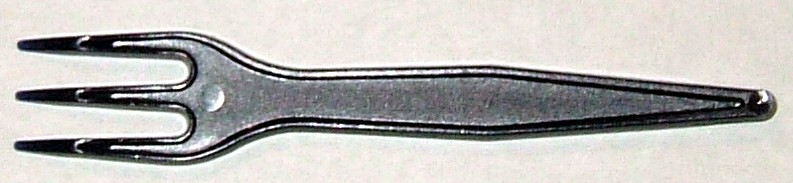
Pommes-Frites-Gabel aus Kunststoff
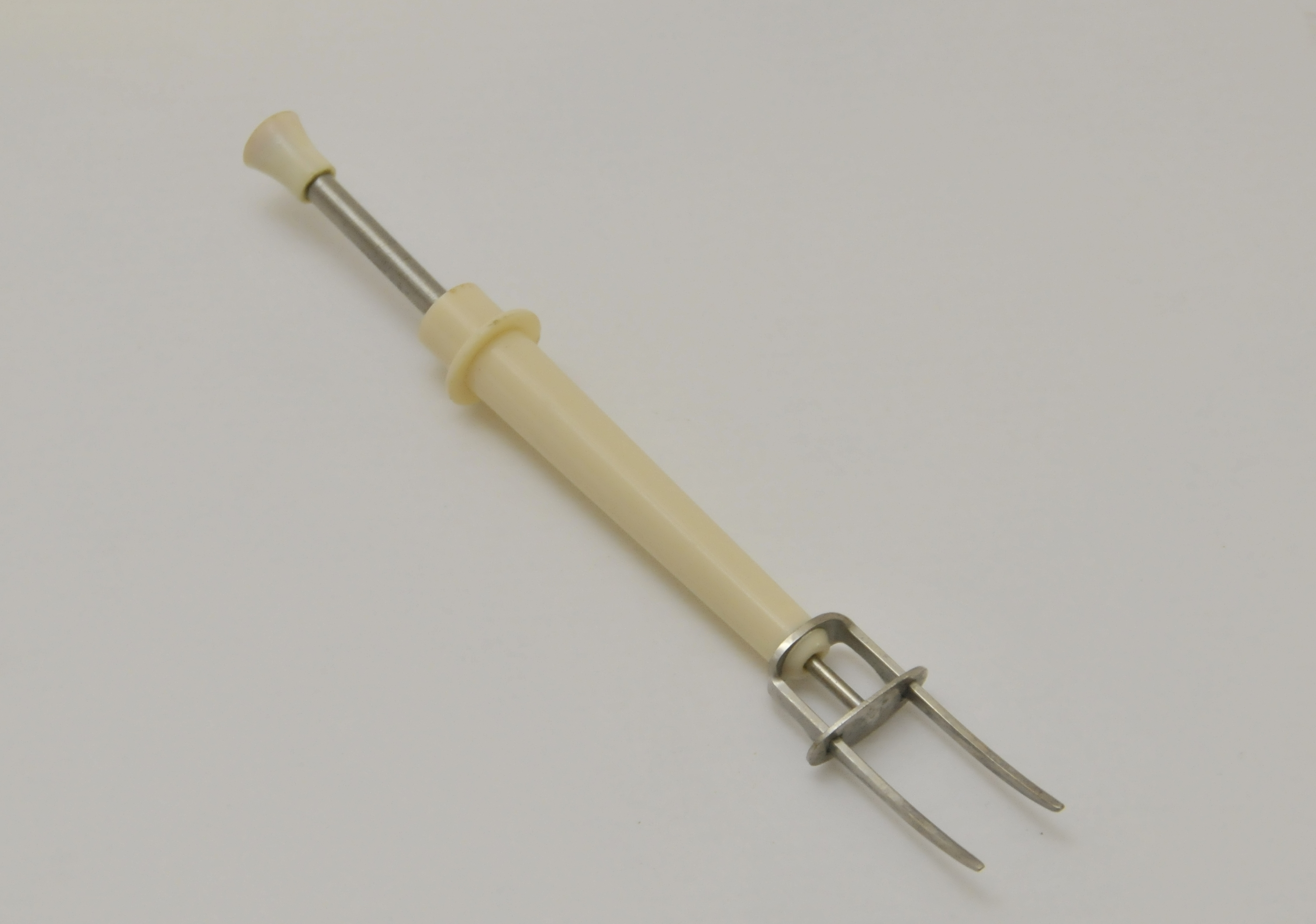
Abstreifgabel
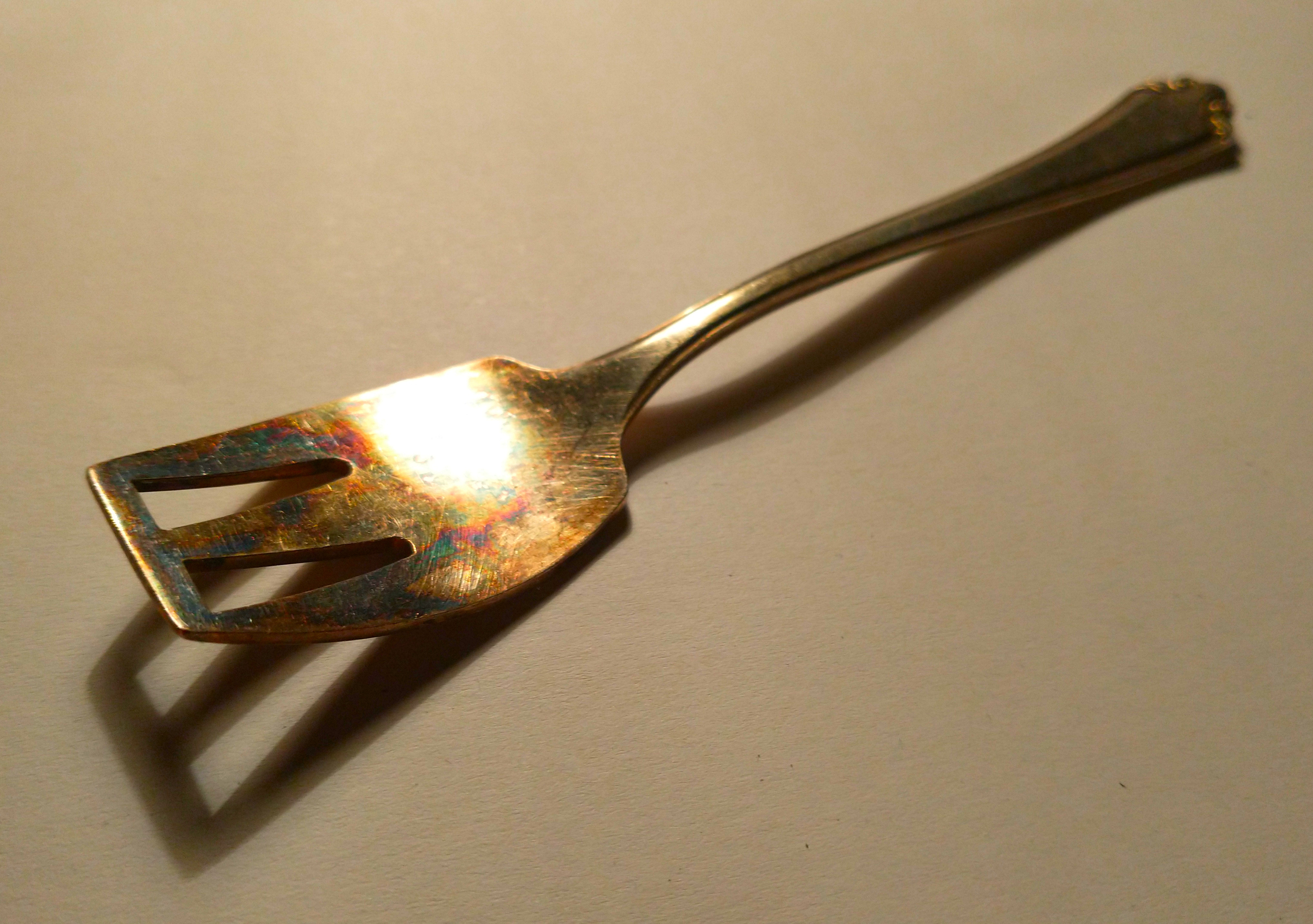
Sardinenheber

### Essstäbchen

Benutzung

Essstäbchen sind seit dem 18. Jahrhundert v. Chr. in China belegt. Die etwa 25 cm langen Stäbchen aus Jade, Bambus oder Holz mit stumpfem Ende werden paarweise in einer Hand gehalten und zangenartig zur Aufnahme mundgerecht vorgeschnittener Bissen verwendet, aber auch zum „Schaufeln“ direkt von der Schale in den Mund. Die Stäbchen werden auch in Japan, Korea und Vietnam verwendet; diese Länder wurden kulturell maßgeblich von China beeinflusst. Darüber hinaus werden Stäbchen in Asien traditionell nicht verwendet, im Zuge einer kulturellen Globalisierung haben sie sich mittlerweile jedoch auch in anderen asiatischen Ländern – und teilweise auch weltweit – als Ergänzung des Essbestecks etabliert, auch in Form von Wegwerf-Stäbchen.

### Zangen und Zangenarten

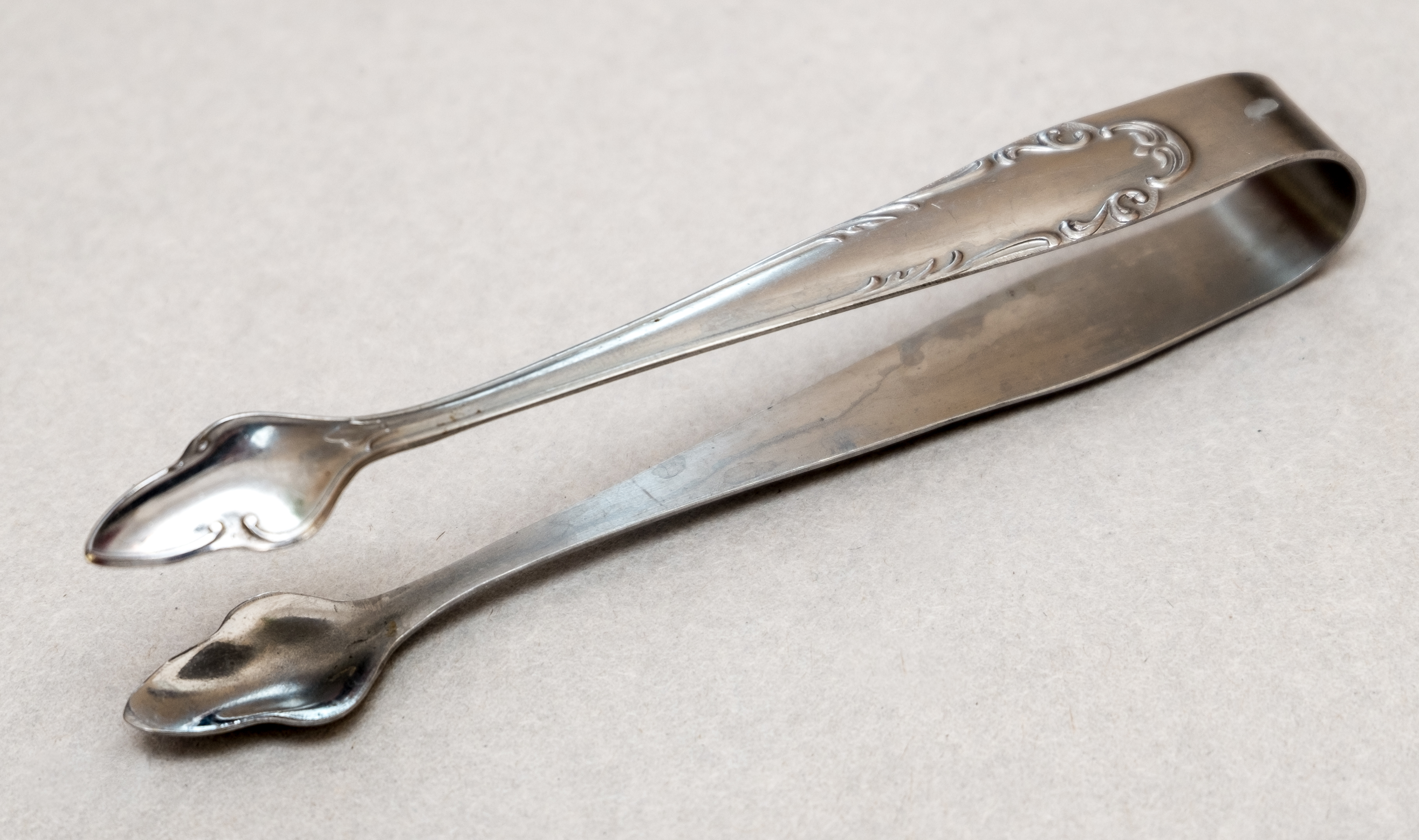
Zuckerzange

Zangen finden sich als Hilfsbesteck, das Essen von Schnecken, Spargel und Hummer erleichtern soll. Weiter verbreitet sind Zangen als Tranchier- und Vorlegebesteck zum Servieren und Portionieren von z. B. Eiswürfeln, Nudeln, Gebäck und Zuckerwürfeln. Auch die zangenartigen Nussknacker und die zangenartigen Teesiebe lassen sich zu dieser Kategorie zählen.
- Eiszange
- Hummerzange
- Gebäckzange
- Nussknacker
- Schneckenzange
- Spaghettizange
- Spargelhalter, -zange
- Teezange/Tee-Ei-Löffel
- Zuckerzange
- Grillzange

### Mischformen

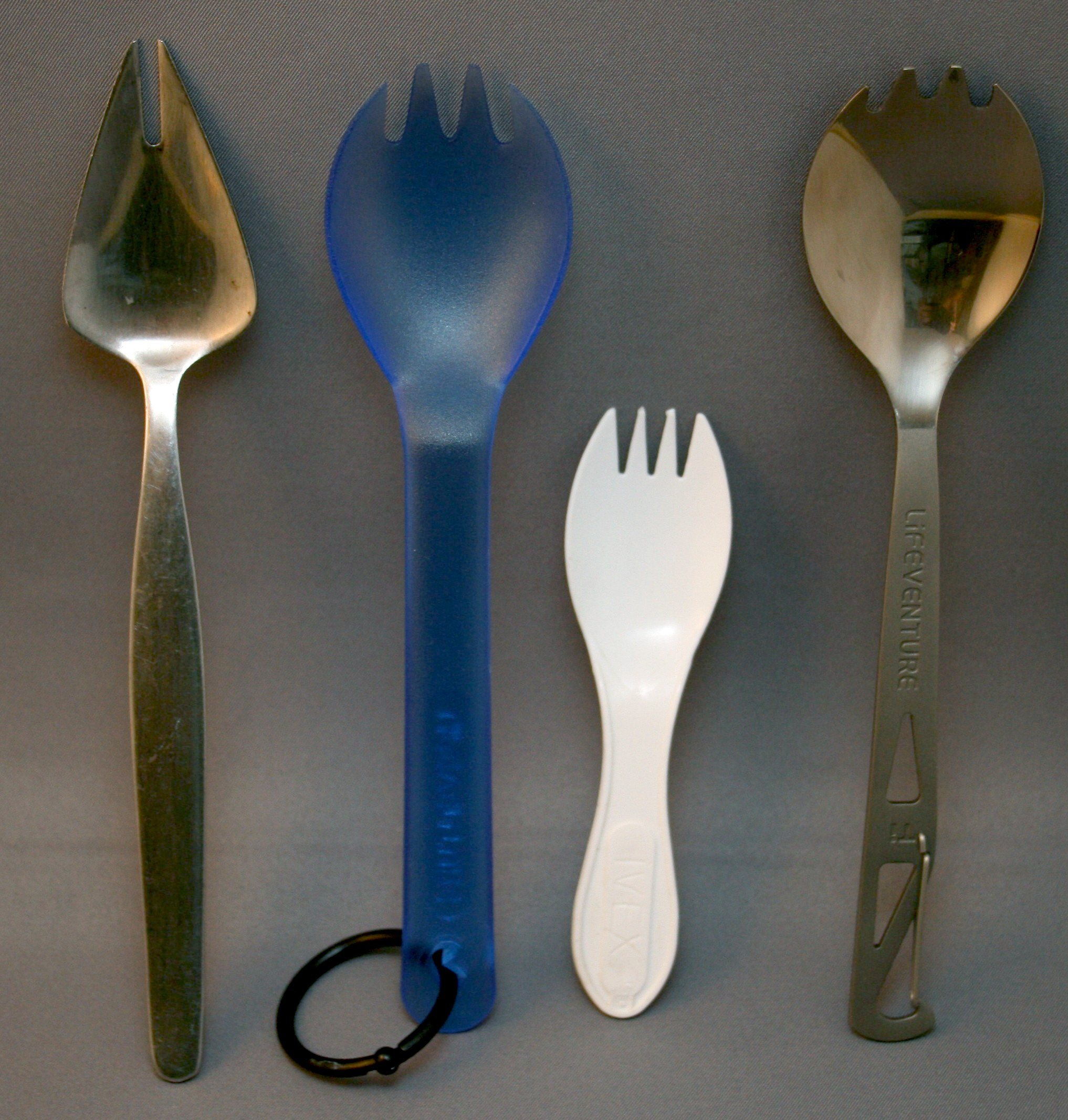
Göffel

Der Neologismus Göffel bezeichnet eine Kombination aus Gabel und Löffel. Die analoge englische Wortschöpfung lautet spork, gebildet aus englisch spoon („Löffel“) und fork („Gabel“). Der Göffel hat häufig die Grundform eines normalen Esslöffels, dessen vorderes Ende zu kurzen Gabelzinken geschlitzt ist. Er eignet sich gut für Eintöpfe mit Fleischeinlage. Es gibt Einweggöffel, hochwertige Modelle für den Haushalt und solche als praktische Ausstattung für Rucksackreisende. Außerdem gibt es die Variante des Klappgöffels, bei dem der Göffelkopf über ein mittiges, scharnierähnliches Gelenk auf den Stiel gelegt und zur Verwendung wieder ausgeklappt werden kann.
Mischformen mit einer schneidenden Funktion sind die „Nelson Messer-Gabel-Kombination“ und die „Kaisergabel“ Wilhelms II. Im Grunde genommen gehören auch die Kuchengabel und der Grapefruitlöffel sowie das Käsevorlegemesser mit Gabelspitze in diese Kategorie. Messer-Gabel-Kombinationen werden im Englischen knork genannt (Wortbildung aus knife und fork), Löffel-Messer-Kombinationen spife (Wortbildung aus spoon und knife).
Die Dreifachkombination aus Messer, Löffel und Gabel heißt im Englischen sporf, sie ist auch unter den Markennamen Splayd und Eazi-Eater bekannt. In einigen deutschen Regionen wird diese Kombination auch als Schneidgöffel bezeichnet.
Zusammengesetzte Essbestecke können die unterschiedlichen Essgeräte entweder auf einer Seite kombinieren oder an beiden Enden mit unterschiedlichen Esswerkzeugen versehen sein, wie der Hummerspachtel mit Pike.
Bereits Anfang des 20. Jahrhunderts beschäftigte sich Christian Schnabel mit dem Erfinden von Mischformen von Essgeräten.

## Spezielle Bestecke

### Fischbesteck
Das Fischbesteck ist eine spezialisierte Form des Essbestecks zum Verzehr von Fisch. Es besteht aus einer etwas breiteren flachen Gabel und einem stumpfen Schieber als Fischmesser. Aufgrund der Struktur des Fischfleisches ist keine besondere Schneideleistung erforderlich. Der Schieber erlaubt es, die Haut des Fisches vorsichtig zu entfernen, und zerschneidet auch keine Gräten, was potentiell gefährlich sein könnte. Die flache Form der Gabel erleichtert das Abheben des Fischfleisches von den Gräten. Üblicherweise wird mit der Gabel in der linken und dem Fischmesser in der rechten Hand gegessen, entsprechend wird auch der Tisch eingedeckt.
Das Fischbesteck mit speziellem Messer wurde angeblich entwickelt, weil frühere Messer mit einer Klinge aus Kohlenstoffstahl versehen waren, was den Geschmack des Fisches beeinträchtigte. Die Klinge des Fischmessers war dagegen aus Silber oder versilbert. Da heutige Tafelmesser geschmacksneutrale Edelstahlklingen besitzen, ist ein separates Fischmesser nicht mehr notwendig; es wird letztlich – analog zur Regel, Spargel nicht mit dem Messer zu schneiden – nur noch aus Gründen der Tradition verwendet. Allerdings steht auch heute noch in einigen Fischkochbüchern die Empfehlung, ersatzweise zwei Gabeln zu decken, wenn kein Fischbesteck vorhanden ist. Nur bei Matjes und Bismarckhering wird ein normales Messer empfohlen, weil der Hering roh eingelegt wird.
Die Einführung des Fischbestecks und die Etiketteregel, Fisch nicht mit dem üblichen Essbesteck zu zerteilen, entstand jedoch erst sehr spät. Ende des 18. Jahrhunderts erwähnt ein französischer Autor, es sei unschicklich, Fisch und Pasteten mit dem Messer zu berühren. Im 19. Jahrhundert breitete sich diese Ansicht offenbar zunächst in Frankreich aus. In Deutschland lässt sich die neue Regel zum Besteckgebrauch bei Fisch vor 1870 nicht nachweisen, und erst seit dieser Zeit kamen im deutschsprachigen Raum Fischbestecke aus Silber auf. „So ist die Anweisung, Fisch ohne Messer zu essen, zugleich ein Gebot, Fisch nur mit edlem Metall in Berührung kommen zu lassen; sein Ursprung bekommt schon hierdurch eine sozial distinktive Funktion.“ Da die Geschmacksbeeinträchtigung durch Stahlbesteck vorher jahrhundertelang in einschlägiger Literatur weder erwähnt noch beanstandet wird, lässt sich folgern, dass die Einführung spezieller Bestecke vor allem der Abgrenzung der Oberschicht von den unteren Schichten diente, die mittlerweile ebenfalls mit Messer und Gabel aßen. Das Fischbesteck erfüllte die Funktion eines Statussymbols.

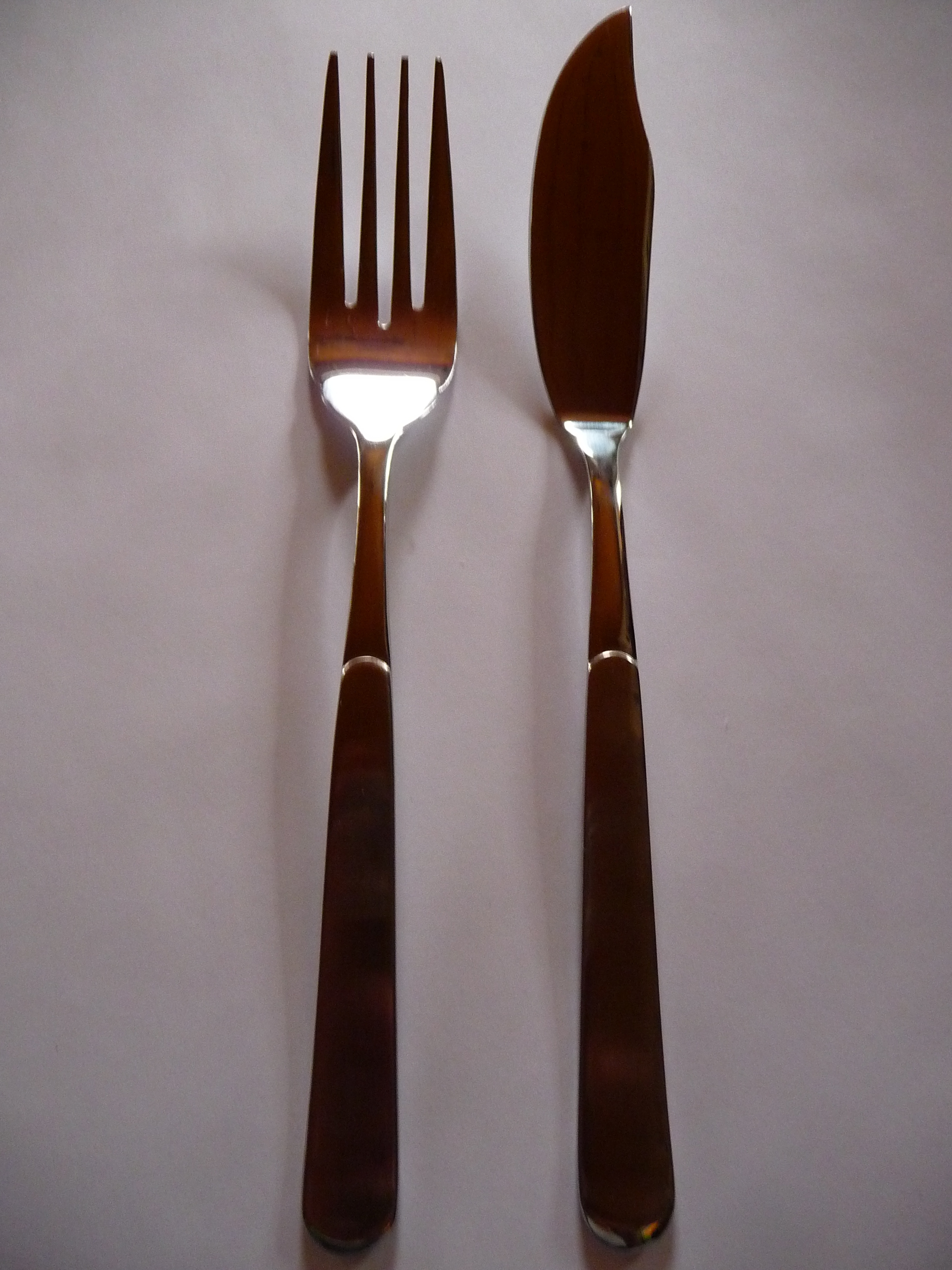
Fischbesteck
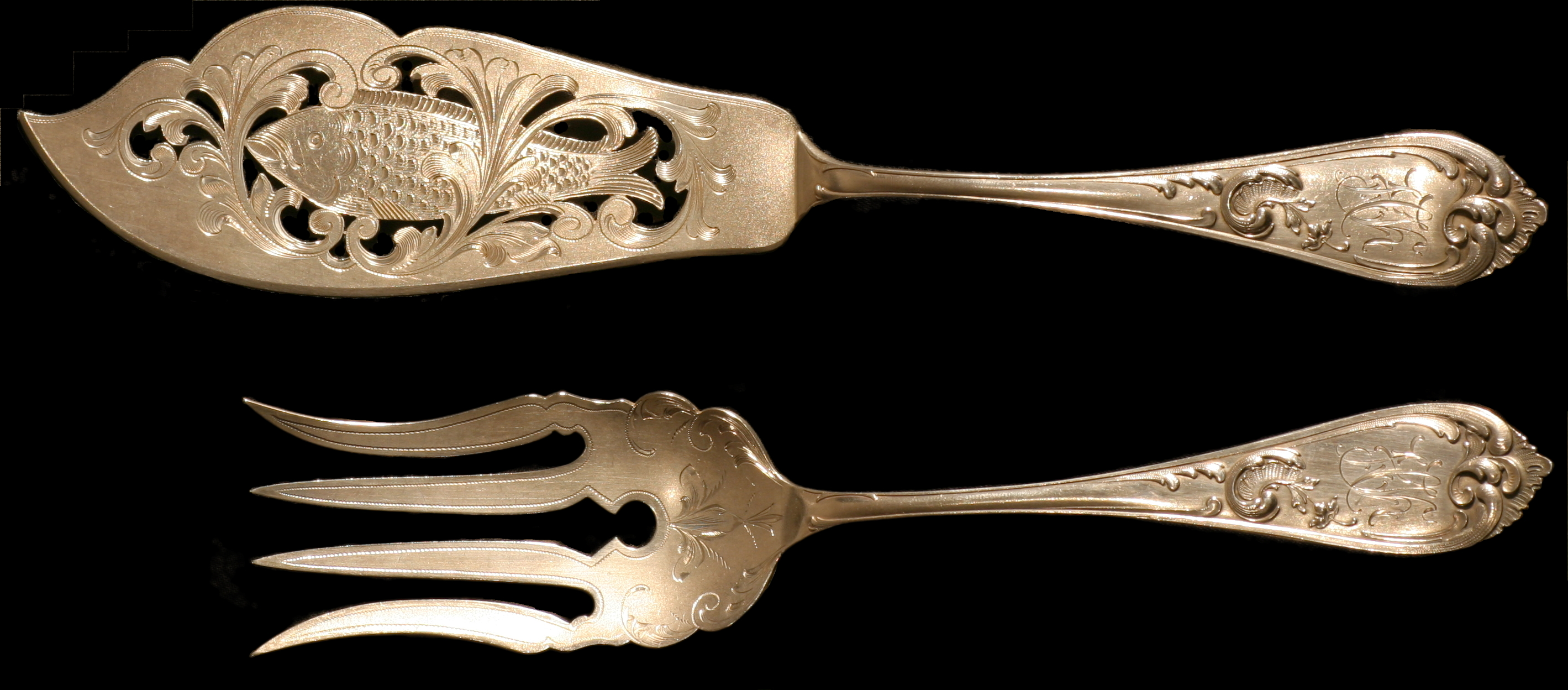
Vorlegebesteck für Fisch (Ende 19. Jahrhundert)

### Hummerbesteck

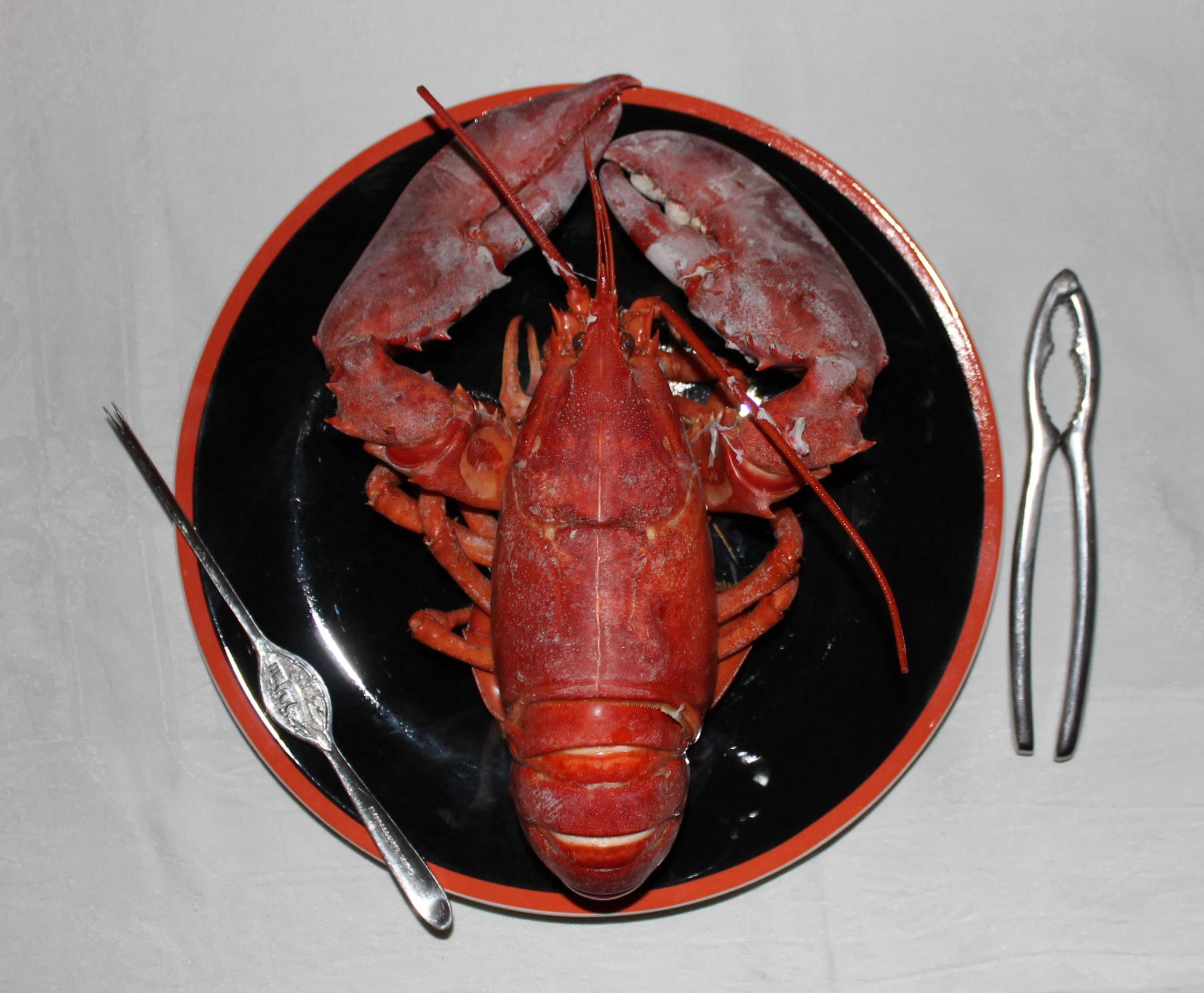
Hummerbesteck

Für den Verzehr von Hummer werden gelegentlich spezielle Hummerzangen zum Aufbrechen der Schalen und sehr schmale Gabeln, sogenannte Hummergabeln, zum Herausholen des Fleisches aus den Scheren und Beinen, verwendet.

### Kaffeebesteck

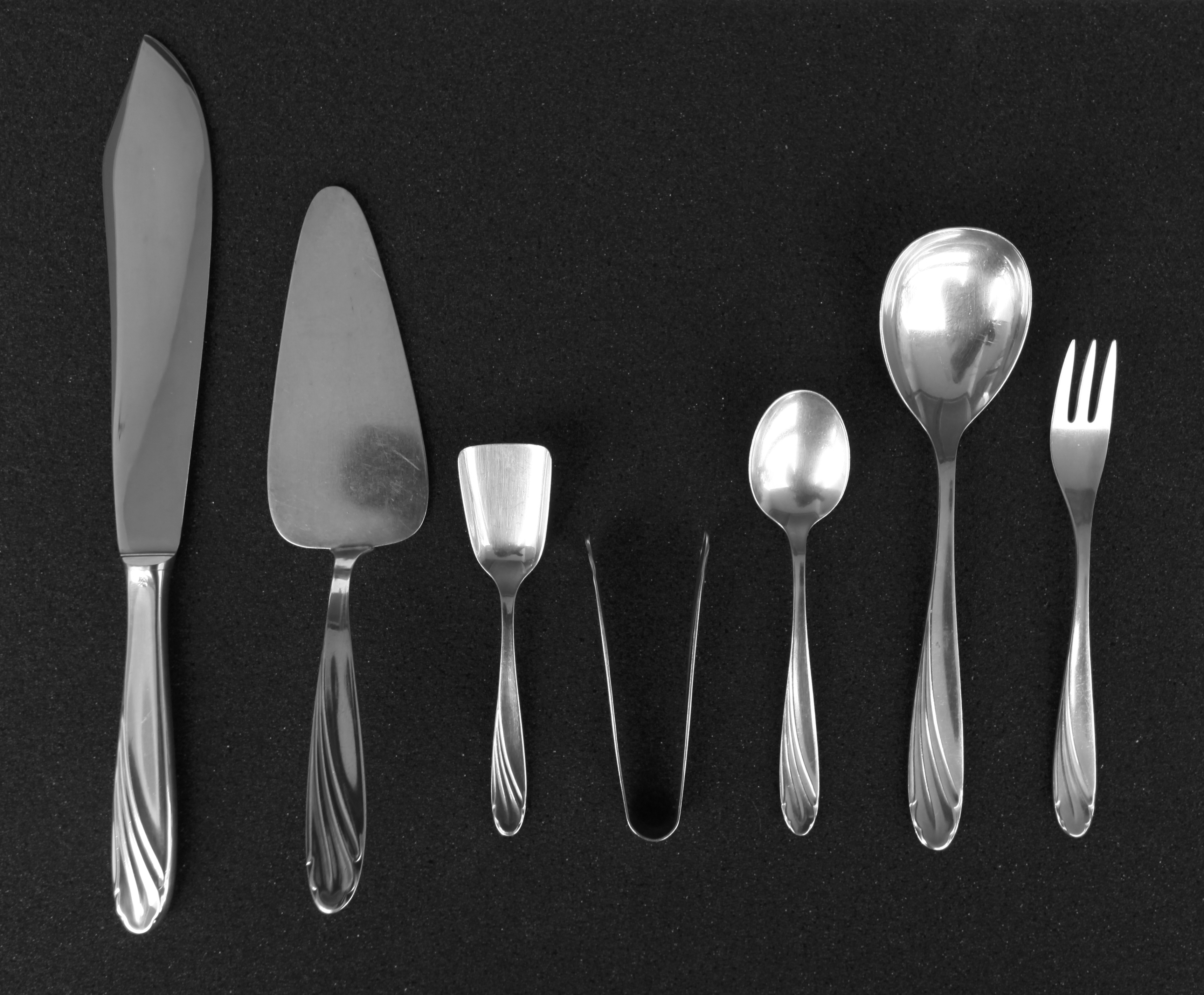
Kaffeebesteck

Das Kaffeebesteck ist Teil von Tafelbestecken. Dazu gehören auch einige spezielle, erst im Laufe des 19. Jahrhunderts entwickelte Gerätschaften, wie das Tortenmesser. Traditionell gehört zum Kaffeebesteck außerdem der Tortenheber, um die geschnittenen Kuchenstücke von der Platte zu heben und auf den Kuchentellern zu platzieren. Der Zucker im Kaffee erfordert eine Zuckerschaufel oder – bei Würfelzucker – eine Zuckerzange, umgerührt wird mit einem Teelöffel. Bei Bedarf tritt noch der Sahnelöffel in Aktion, bevor man sich mittels Kuchengabel dem Verzehr zuwenden kann.

### Kinderbesteck / Esslernbesteck
Für Kinder gibt es speziell geformte Besteckteile. In der Regel besteht ein Kinderbesteck aus einer Kindergabel, einem Kindermesser (bzw. Speiseschieber) und einem Kinderlöffel. Alle Besteckteile sind in Größe und Form für Kinderhände entworfen. Abgerundete Kanten und stumpfe Klingen verringern das Verletzungsrisiko. Zum Füttern von Babys gibt es spezielle Querlöffel und Gläschenlöffel mit verlängertem Stiel. In der Schweiz ist das Kinderbesteck oft ein Geschenk der Paten und wird manchmal mit dem Vornamen des Kindes graviert.

### Militärisches Essbesteck

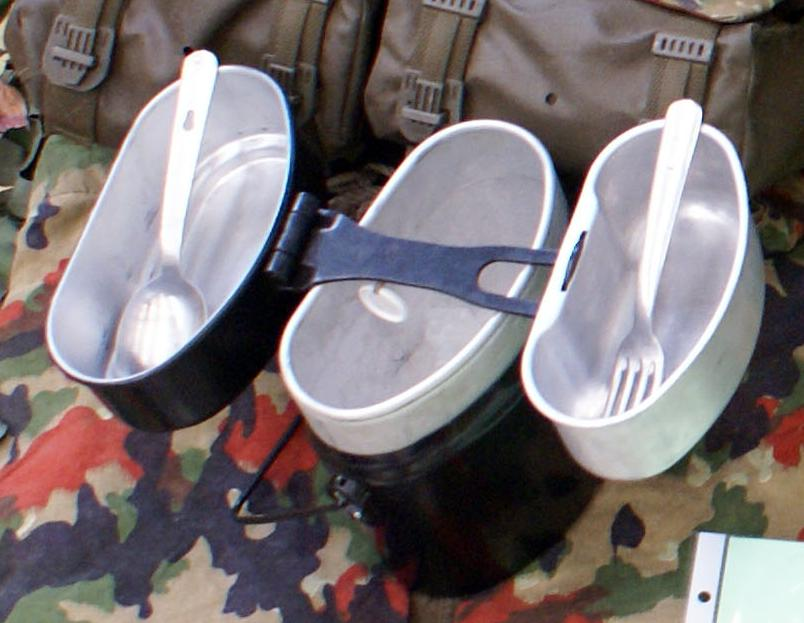
Gamelle und Feldbesteck der Schweizer Armee

Beim Militär werden spezielle Essbestecke verwendet. Hier wird der Fokus auf Durabilität und leichten Transport gelegt.

### Schneckenbesteck

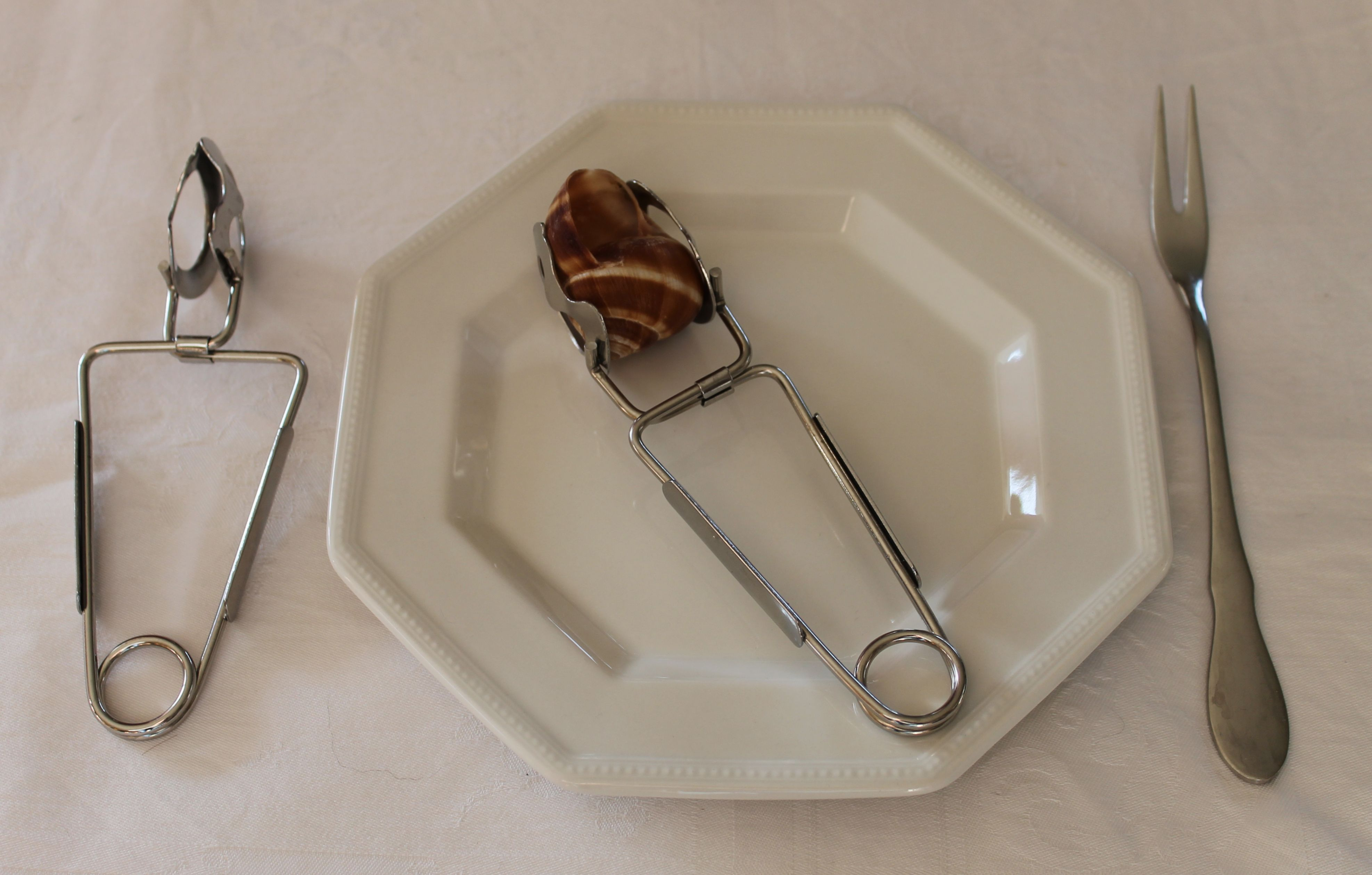
Schneckenbesteck

Ein Schneckenbesteck dient zum Verzehr von gezüchteten Weinbergschnecken. Mit der Schneckenzange werden die heißen, mit Schnecken und Kräuterbutter gefüllten Schneckenschalen (Schneckenhäuser) so gehalten, dass die gegarten Schnecken mit einer kleinen, zweizinkigen Gabel herausgeholt und verzehrt werden können.

## Vorlege- und Tranchierbesteck
Zum Essbesteck im weiteren Sinne gehört das Vorlege- und Tranchierbesteck. Diese Geräte dienen zur Darreichung von Speisen und zum Tranchieren von Fleisch und Fisch. Beispiele für Vorlegebesteckteile sind das zweiteilige Salatbesteck, der Vorlegelöffel, der Kartoffellöffel, Sahnelöffel, die Zuckerzange und das Vorlegebuttermesser.

## Verwendung als Maßeinheit
Essbesteckteile werden auch für einige Küchenmaße herangezogen. Vor allem die gebräuchlichsten Löffelarten, aber auch das Messer dienen in vielen Rezepten auch zum Abmessen kleinerer Flüssigkeits- oder Pulvermengen:
- Alter Teelöffel (TL): ca. 5 ml
- Kinderlöffel: ca. 10 ml
- Alter Esslöffel (EL): ca. 15 ml

Obige Richtwerte stellen nur sehr vage Mengenangaben dar. Zusätzlich ist es erforderlich, anzugeben, ob „gestrichene“ oder „gehäufte“ Löffel gemeint sind. (Ein Esslöffel gestrichen fasst durchschnittlich 12 ml). So enthält beispielsweise ein „gestrichener“ EL Salz etwa 10 Gramm und ein „gehäufter“ EL Salz ca. 15 Gramm. Anzumerken ist, dass bei den meisten Rezeptangaben die alten tiefen Löffelformen und nicht die modernen flachen Löffel gemeint sind. Auch im Mittelalter als „Esslöffel“ bezeichnete Löffel zum Bemessen von Zutaten waren nicht der heutige Esslöffel, und die Angabe „1 Esslöffelvoll“ entsprach meist einem Viertel ciathus (was einem Viertel cochlear bzw. dem Fassungsvermögen einer ligula, etwa 11 Milliliter, entspräche), konnte aber auch viel weniger bedeuten. Die Messlöffel, die üblicherweise Babymilchpulver beiliegen, fassen etwas mehr als 15 ml.
So finden sich in aktueller Kochliteratur folgende Maße:
- Moderner Teelöffel (TL): ca. 2,5 ml,
- Moderner Kaffeelöffel (KL): ca. 5,0 ml,
- Moderner Esslöffel (EL): ca. 7,5 ml.

Im NIST Guide to the SI wird der Esslöffel in 14,78676 ml sowie der Teelöffel in 4,928922 ml umgerechnet. Mit dieser Definition sind die Volumina von Esslöffel und der Teelöffel ganzzahlige Teile der US-amerikanischen Gallone, nämlich der 256. bzw. der 768. Teil.
Für Cocktails sind Angaben in Barlöffel (BL) mit einem Volumen von ca. 5 ml (entsprechend dem alten Teelöffel) gebräuchlich.
Zudem gibt es das Löffelmaß „Messlöffel (ML)“ mit 10 Gramm.
Ein noch ungenaueres Maß ist die Messerspitze. Eine Messerspitze Pulver sind üblicherweise a. 0,1–0,5 g.

## Materialien und Herstellung

### Historische Grundstoffe

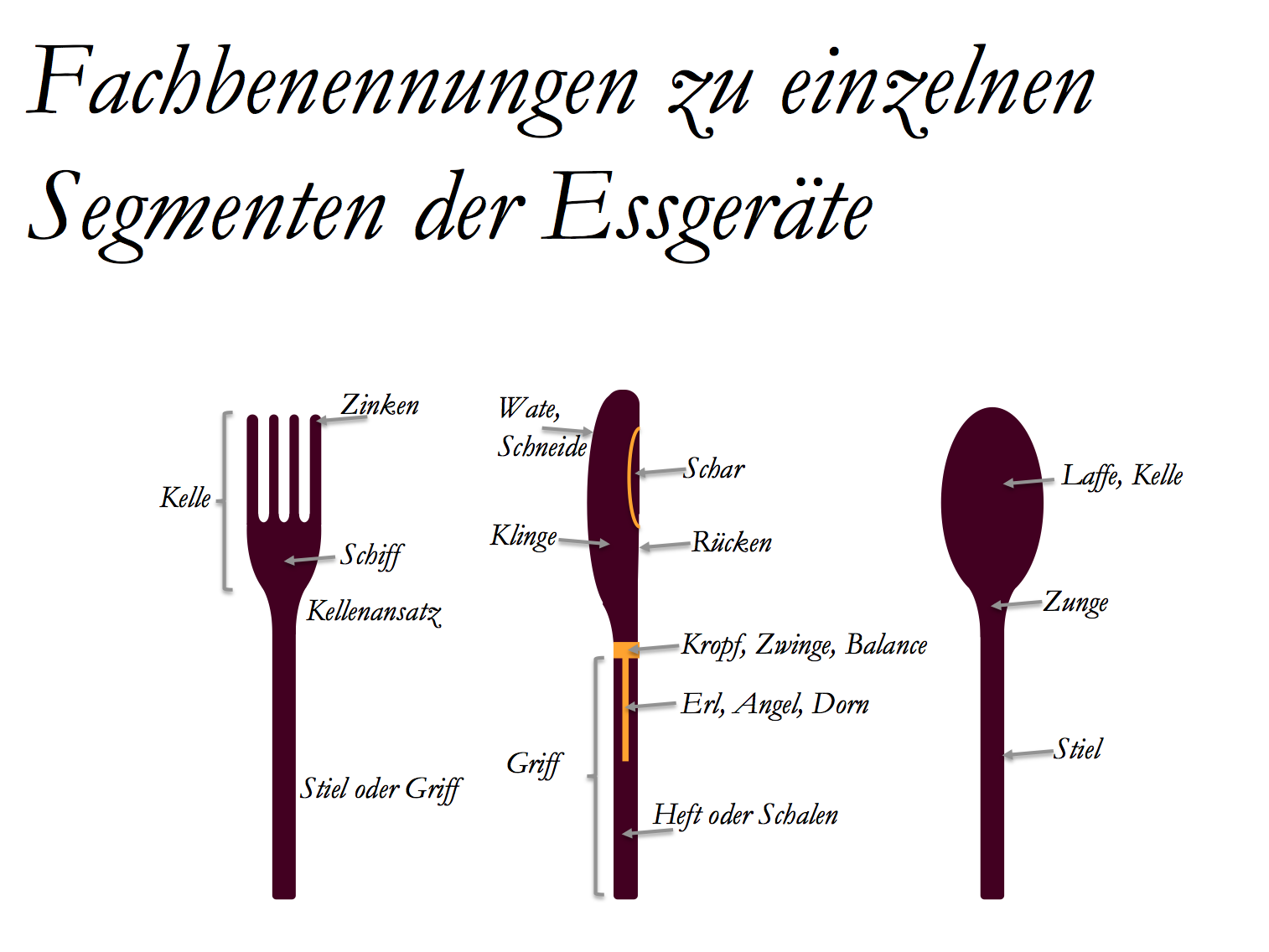
Fachbenennung zu einzelnen Segmenten von Essbesteck

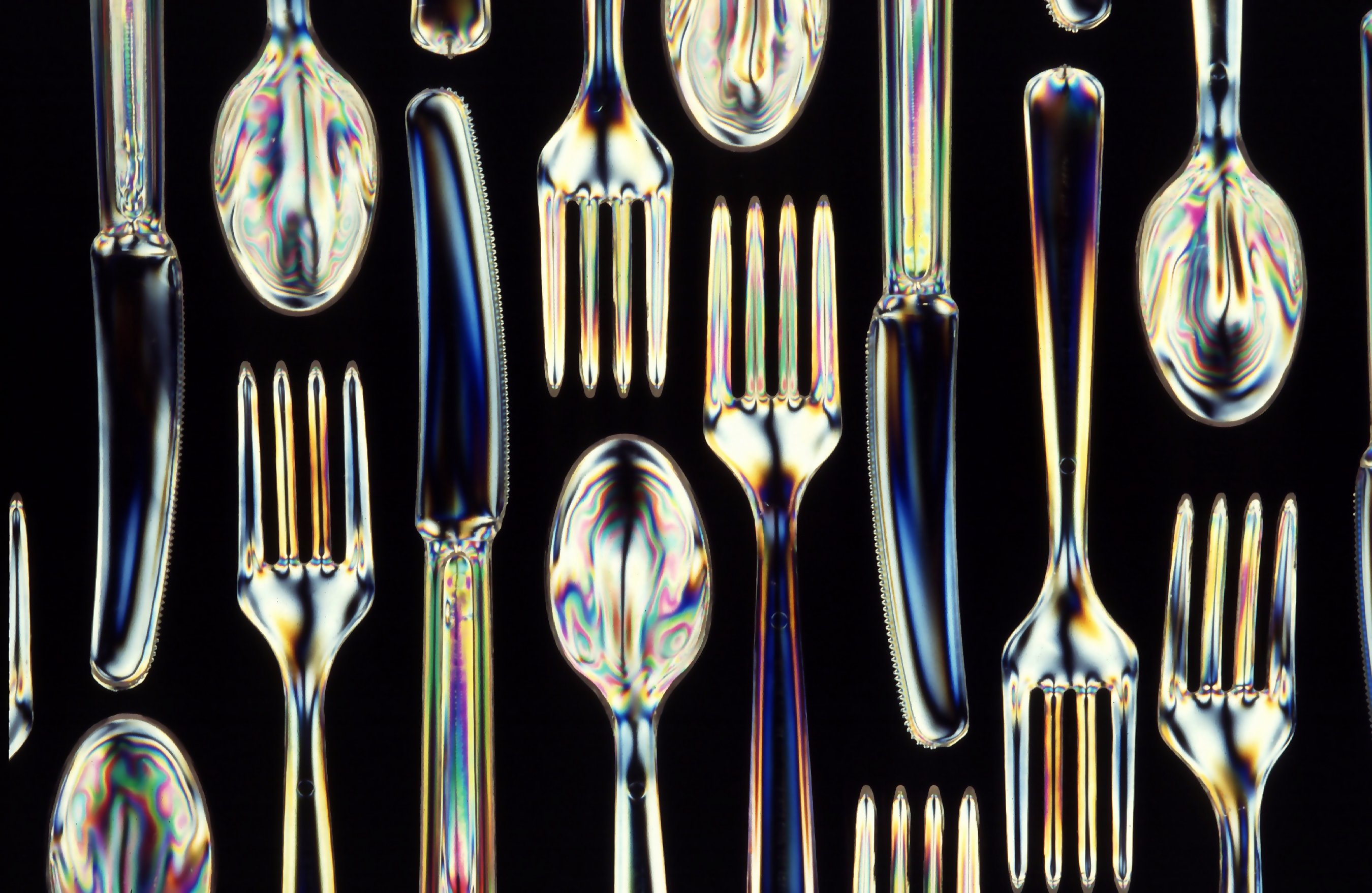
Besteck aus kompostierbarem Plastik

Besteck wurde und wird aus einer ganzen Reihe von Materialien hergestellt: neben Holz, Bein, Horn, Perlmutt, Zinn, Messing und Aluminium vor allem aus Eisen (Stahl und Edelstahl), Silber und besonders für Einwegbesteck Kunststoff, seltener auch aus Glas und Porzellan, zum Teil in unterschiedlichen Materialkombinationen.

### Silber
Silber war jahrhundertelang das bevorzugte Material für Essbesteck. Das Metall ist säureresistent, seine Oberfläche wirkt antibakteriell, kann aber von schwefelhaltigen Lebensmitteln wie Fisch oder Ei durch Sulfidbildung dunkel werden. Fischbestecke aus Silber sind daher oft vergoldet. Eier- oder Kaviarlöffel werden aus diesem Grund häufig aus Horn oder Perlmutt hergestellt. Die Messerklingen sind in der Regel aus Stahl, da Silber nicht ausreichend scharf geschliffen werden kann. In früherer Zeit wurde für Klingen Kohlenstoffstahl verwendet, der jedoch rosten kann und dann mühevoll geputzt werden musste. Heute wird meist rostfreies Material (siehe unten) verwendet.
In Deutschland ist Solingen ein traditionelles Zentrum der Klingenherstellung, in Österreich die Steiermark. Die industrielle Herstellung von Essbesteck begann in Sheffield in Großbritannien. Bis ins 19. Jahrhundert wurde Silberbesteck in Handarbeit von Silberschmieden hergestellt.

### Versilbert
Seit dem 19. Jahrhundert können Bestecke auch durch das Verfahren der Galvanisierung versilbert werden. Da solche Bestecke die Vorteile des Silberbestecks weitgehend bewahren, aber viel billiger sind, haben sie massiv silberne Bestecke heute weitgehend verdrängt. Um dem Käufer deutlich zu machen, wie viel Edelmetall in den Bestecken verarbeitet wurde, führte man um 1850 eine bindende und noch heute gültige Stempelung von versilberten Bestecken ein. Die gestempelte Zahl gibt an, wie viel Gramm Reinsilber ein Satz von 12 Tafelgabeln und 12 Tafellöffeln enthält. Am häufigsten ist die Stempelung 90, üblich sind auch 40, 60, 100 und 120. Auch Bestecke aus 800er Silber wurden galvanisch versilbert, da der Glanz des galvanischen Reinsilbers schöner ist als der Glanz desjenigen mit 800/1000 Feingehalt.

### Neusilber
Da Silber teuer ist, wurden im 19. Jahrhundert Ersatzmaterialien für die Besteckherstellung entwickelt. Im Jahre 1824 kam in Preußen so genanntes Neusilber auf den Markt, das überhaupt kein Silber enthielt, sondern aus einer Kupfer-Zink-Nickel-Legierung bestand. Etwa zur gleichen Zeit verwendete ein Unternehmen in Aue dasselbe Material unter der Bezeichnung Argentan. Eine sehr ähnliche Zusammensetzung hat Alfénide der französischen Firma Christofle. Ein anderes Silberimitat ist Britanniametall aus Zinn und Antimon.

### Aluminium
Auf Grund der Rohstoffknappheit wurden im Zweiten Weltkrieg und in der Nachkriegszeit Bestecke oft aus Aluminium hergestellt. Dieses Material wurde lange Zeit vorzugsweise in Betriebskantinen und Schulen der DDR verwendet. Es wurde neben Edelstahl- und Silberbesteck auch vom volkseigenen Betrieb ABS produziert.

### Edelstahl

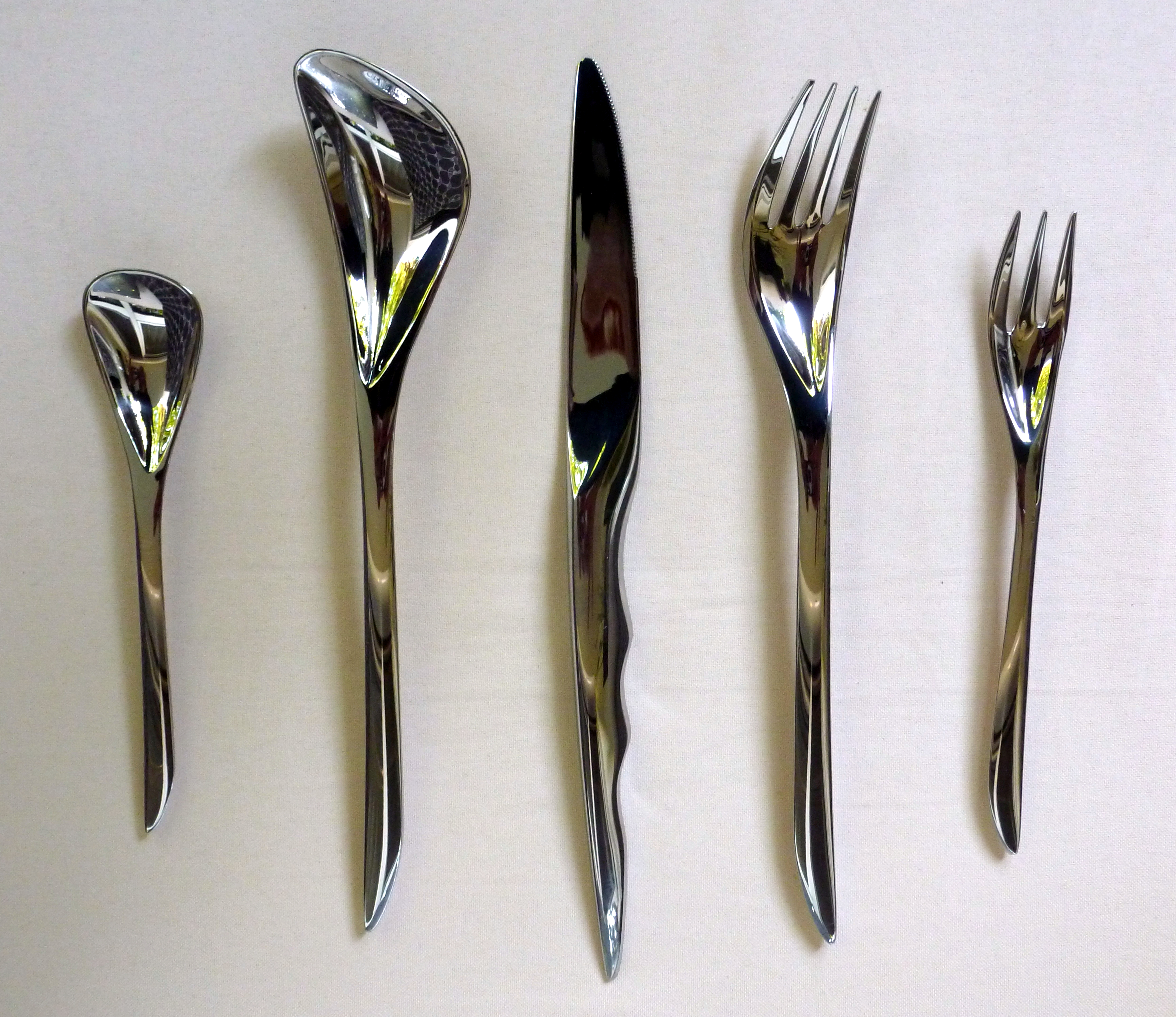
Besteck aus dem rostfreien Stahl Cromargan von WMF, entworfen von Zaha Hadid (2007)

Seit den 1920er Jahren wird Besteck zunehmend aus Edelstahl hergestellt, in Deutschland zunächst von der Firma WMF, die seit 1922 Edelstahl von Krupp unter dem Markennamen Cromargan als Material für Küchengeräte verwendete. Seit den 1930er-Jahren brachte sie auch Edelstahlbesteck auf den Markt. Die sächsische Metallwarenfabrik Wellner & Söhne stellte 1929 auf der Leipziger Herbstmesse ihr Besteck aus Nirosta vor. Vor dem Zweiten Weltkrieg wurde Edelstahlbesteck fast ausschließlich in Restaurants und Kantinen verwendet, nicht in Privathaushalten. Es hatte den Ruf, ein billiger Ersatz für Silber zu sein.

### Kunststoff
1907 entwickelte der belgische Chemiker Leo Baekeland den ersten vollsynthetischen Kunststoff, der nach ihm Bakelit genannt wurde. In der Folgezeit wurden vor allem in England und in Frankreich auch Bestecke aus Bakelit, aber auch aus anderen Kunststoffen gefertigt. Sie galten nicht als Ersatz für silberne Essbestecke, da die Produktion zunächst noch sehr kostspielig war. Ende der 1940er Jahre kam als neues Material Acryl auf den Markt; heute werden daraus Eierlöffel und Salatbestecke hergestellt, ansonsten fast ausschließlich Wegwerfbesteck, zum Beispiel in Portionsverpackungen für Schnellimbisse oder auf Flugreisen. Die dänische Firma Bodum gehört zu den wenigen Herstellern, die aus Kunststoff auch hochwertige Haushaltsbestecke auf den Markt bringen, die von Designern entworfen werden. Aus Kunststoff werden zudem Kinder- und Reisebestecke hergestellt.

## Bestecksprache

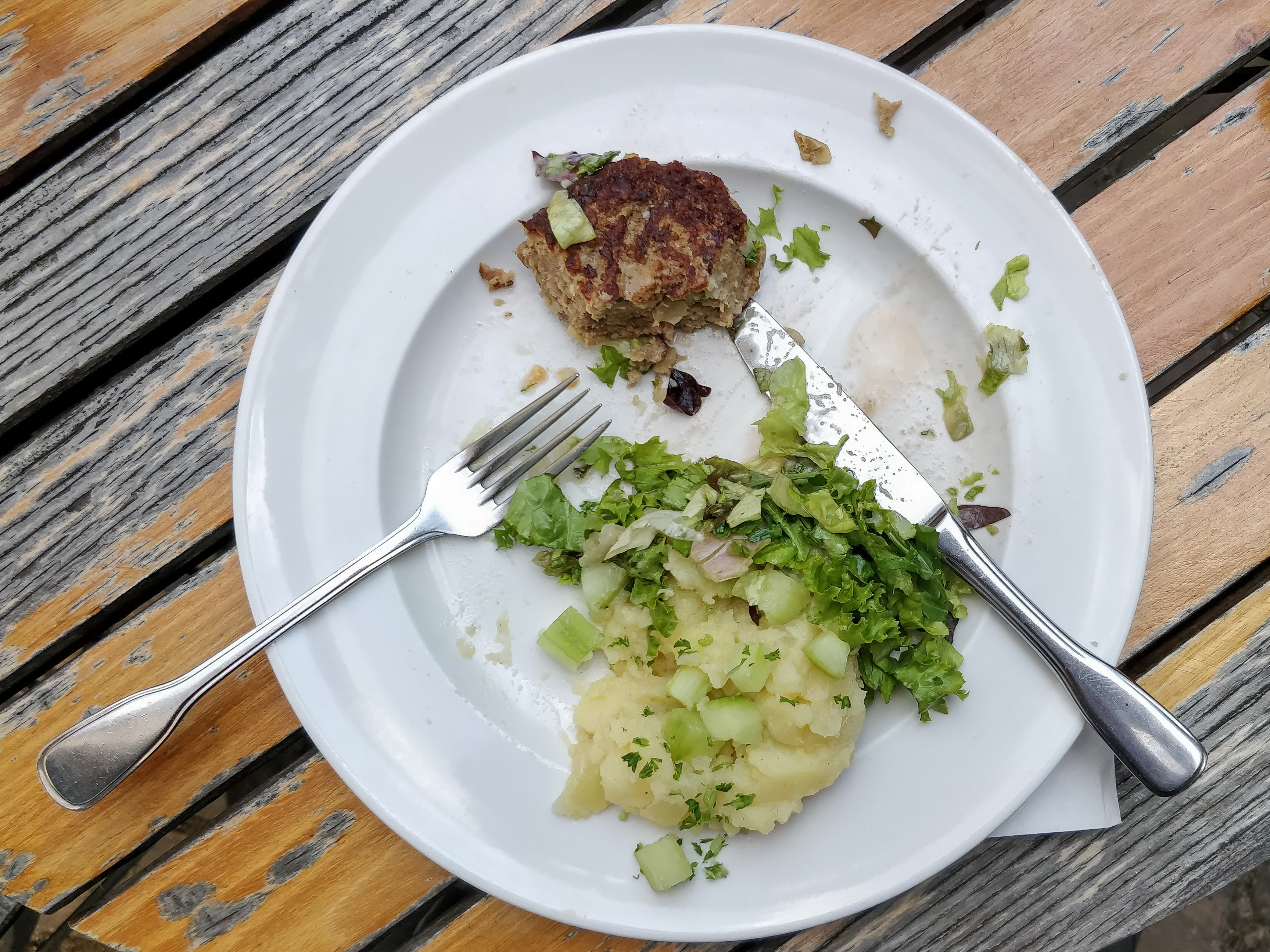
Messer und Gabel in einem rechten Winkel abgelegt zeigen eine Essenspause an

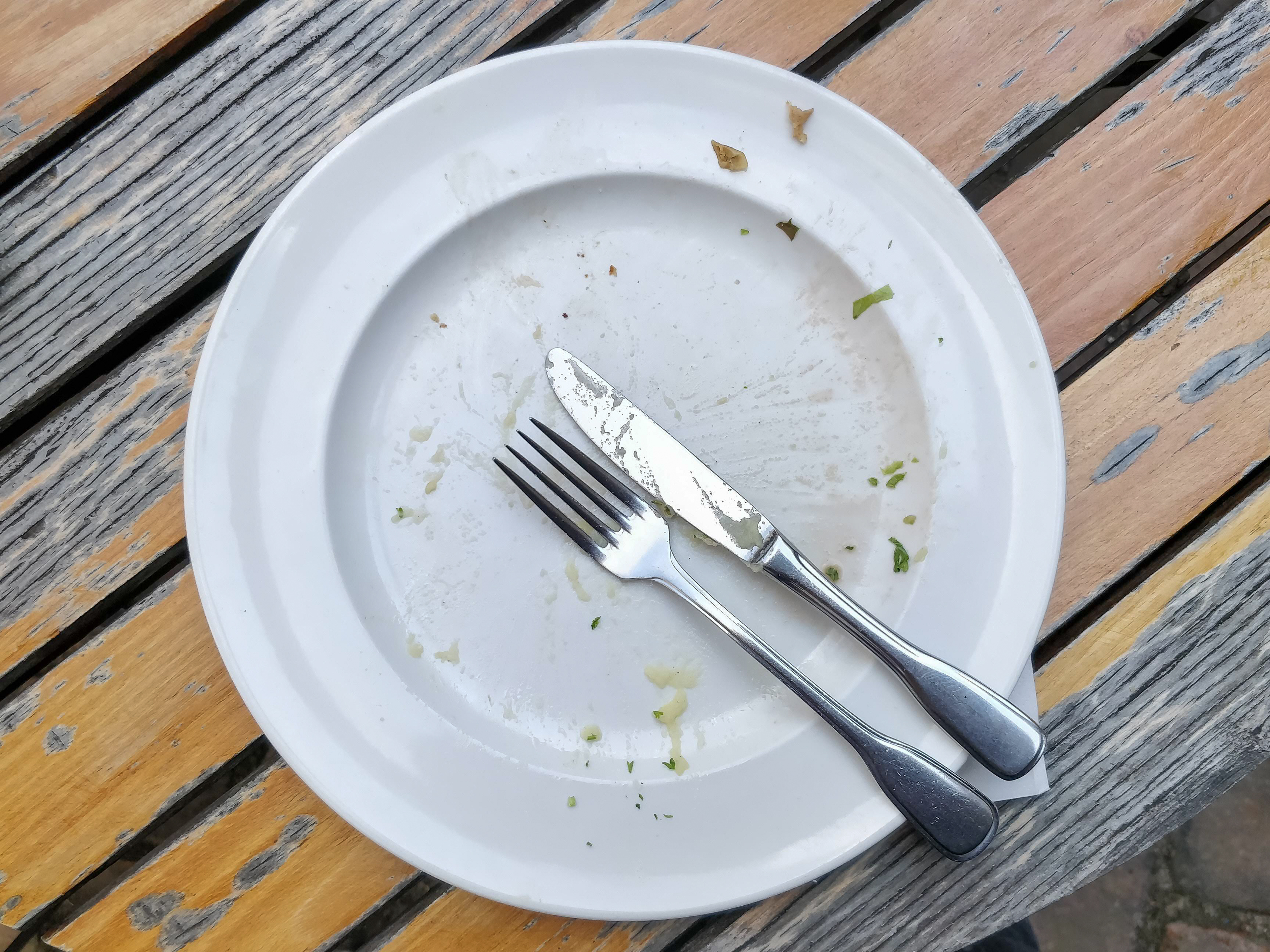
Messer und Gabel parallel in der Zifferblatt-Position „Zwanzig nach vier“ abgelegt, signalisieren das Ende der Mahlzeit

Durch die Bestecksprache zeigen Gäste in einem Restaurant durch die Lage von Messer und Gabel an, ob sie bei noch nicht ganz geleerten Tellern das Essen beendet haben und die Bedienung den oder die Teller abräumen kann, ob etwas von der Mahlzeit als Anstandsrest zurückbleibt oder ob man noch weiteressen möchte. 
Die Regeln sind nicht immer einheitlich; auch können sie von Land zu Land abweichen.

## Museen
- Liste von Löffelmuseen
- Liste von Messermuseen